# 瑪麗亞·凱莉
瑪麗亞·凱莉（Mariah Carey，1969年3月27日—），美國女歌手、詞曲作家、音樂製作人及演員。以歌聲可跨越5個八度、轉音自如以及海豚音聞名，並獲金氏世界紀錄尊稱為「至尊歌者」（Songbird Supreme）。
1990年，凱莉的首張同名專辑發行，不僅其單曲《愛的幻影》讓她一舉成名，且在美國創下一張專辑即有連續四首冠軍單曲的成績。1995年到1996年期間，凱莉和大人小孩雙拍檔合作的单曲《甜蜜一日》在公告牌百強單曲榜空降第一，並取得了16週冠軍，是該榜單奪冠週數第二長的歌曲。隨著之後凱莉與索尼音樂總裁湯米·摩托拉分居至離婚，2000年凱莉離開了哥倫比亞唱片，2001年凱莉與美國維京唱片簽下高達8千萬美元的合約，但僅在發行一張專輯之後就被提前解約。
2002年，凱莉再與小島唱片簽下了一份價值幾百萬的合約。在經歷事業低谷後，2005年凱莉以專輯《天后再臨-解放咪咪》再度回歸巔峰，專輯是當年美國最暢銷的專輯，也是該年全球第二暢銷專輯。專輯的第二張單曲《我要我們在一起》是凱莉2000年代最成功的單曲，並被《告示牌》評為「十年歌曲」。之後，凱莉再度涉足電影界，在2009年電影《天生不是寶貝》擔任配角，並獲得了棕櫚泉國際電影節「突破表演女演員獎」。
凱莉在其職業生涯中取得了超過2億5千萬份唱片銷量，是全球最暢銷音樂藝人之一。根據美國唱片業協會的認證，凱莉是美國銷量最高的女藝人，一共獲得了7050萬份專輯銷量認證；而她也是日本唱片協會認證日本史上最高銷量的國際藝人，其銷量接近2000萬張。截至2019年，凱莉在美國共累積了19首冠軍單曲，是取得最多冠軍單曲的女性歌手。2002年，凱莉被VH1評為「音樂領域百大傑出女性」第三名。2009年，凱莉在“告示牌歷史上最偉大藝人”位列第4，並且是該榜單上女歌手第一。在取得商業成就的同時，凱莉亦收穫了5項葛萊美獎、19項世界音樂獎、11項全美音樂獎和15項《公告牌》音樂獎。

## 早年
1969年3月27日，玛丽亚·凯莉出生于纽约州蘇福克縣的汉丁顿。她的父亲艾尔弗雷德·罗伊·凱里（Alfred Roy Carey）是擁有非裔委內瑞拉血統的航空工程師，母亲帕特里夏（Patricia，娘家姓希基）则拥有爱尔兰血统。在帕特里夏1960年遇见弗雷德之前，帕特里夏是一名职业歌剧院歌手。而当弗雷德成为一名航空工程師后一年，两人正式步入婚姻殿堂，随后一起迁往纽约市的郊区居住。由于帕特里夏的家人无法接受帕特里夏与一黑人结婚，因此在两人结婚之后，他们与帕特里夏断绝了关系。在凯莉的姐姐愛莉森和凯莉出生之间的那些年，凯莉的家人一直因为种族隔离生活得很艰难。凱莉是家中的第三个孩子，她的名字取自1951年百老汇音樂劇《長征萬寶山》中的一首歌曲《They Call the Wind Mariah》。凯莉称，自己长大之后一直感觉被母亲那边的家人忽视，而这种感觉对她影响很大。
凯莉三岁时，她的父母就离婚了。在离婚之后，姐姐愛莉森由父亲抚养，而玛丽亚和哥哥摩根则由母亲抚养。凯莉自此和父亲分居，再也没有见过父亲一面。凯莉回忆道，在四岁之前，她开始在晚上躲在被窝下面偷偷听电台，并跟着一起唱歌，从音乐中寻找内心的宁静。在小学时，凯莉在她喜欢的科目，如音乐、美术与文学等，取得了较好的成绩。但她对其它科目则没什么兴趣。在几年家庭贫困后，帕特里夏有了足够的钱将一家人搬去纽约一个稳定富裕的区域。这之后，凯莉开始创作诗歌，并为这些诗歌作了旋律，奠定了她在高中成为一名創作歌手的基础。1987年，凯莉从高中毕业。凯莉擅长音乐，在其母亲的指导下能掌握并控制哨音。帕特里夏曾教导凯莉演唱古典歌剧，但由于凯莉对它不感兴趣，因此帕特里夏从未强迫凯莉以其为生。凯莉回忆道，她对创作的歌曲一直保密，但帕特里夏“从来就不是一个爱强迫人的妈妈。她从没讲过‘让它（歌曲）更有歌剧的感觉’这类话。我十分尊重歌剧，但它真的对我毫无吸引力。”
在高中時，凱莉開始和加万·克里斯托弗一起寫歌。他們需要一名會彈琴的助手：“我們打給一個人但他沒來，所以我們偶然碰见了本（·馬古里斯），本來到錄音室，但他琴彈得真的不怎麼樣 — 他更像一名鼓手 — 但那一天之後，我們保持著聯繫，我們也突然有點明白怎麼做詞曲創作人了。”凱莉和克里斯托弗開始在克里斯托弗父親開的一家商店的地下室創作歌曲。他們創作的第一首作品名為“Here We Go 'Round Again”，凱莉稱這首作品有摩城般的感覺。這之後，他們開始創作完整的樣本唱片。凱莉也搬去了曼哈顿一個單間公寓居住。在那段時間，凱莉去許多餐館上班，但老是做滿兩週就被炒了。雖然凱莉缺錢付房租，但她依舊不改自己音樂夢想，為了完成一張樣本唱片，凱莉經常和馬古里斯工作到深夜。在創作完四首樣本歌曲之後，凱莉開始嘗試將它們送去唱片公司，但屢屢受挫。不久之後，凱莉通過了為流行歌手布蘭達·史塔爾擔任合音工作的甄試。隨著兩人友谊的不断发展，让史達起了帮助凯莉在音乐界功成名就的興趣。

## 生涯

### 1988–1992年：一鳴驚人 -《玛丽亚·凯莉》、《情感》和《MTV不插電現場》

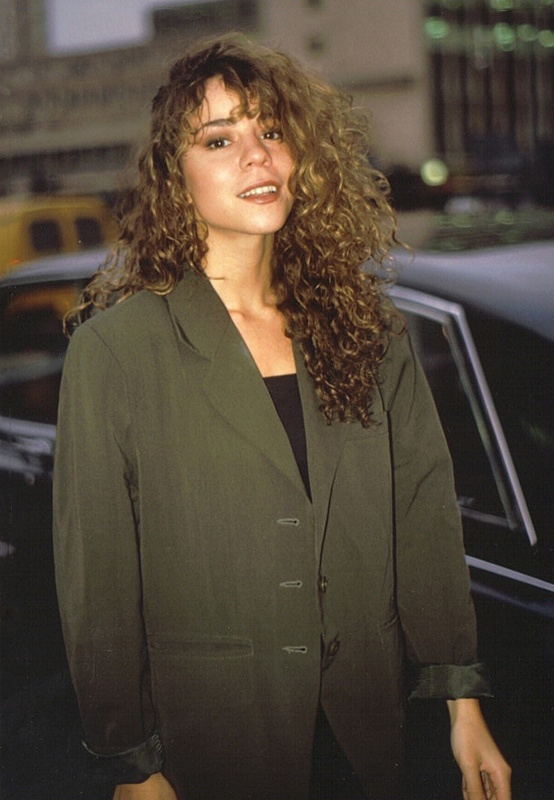
1990年在《Wogan》推广单曲《爱的幻影》后，凯莉退出牧人丛帝国剧场。

1988年12月，史塔爾带领凯莉出席唱片公司在紐約舉行的高管晚会，並将她的试唱带交给了哥伦比亚唱片公司总裁湯米·摩托拉。中途離席的摩托拉於回家途中在車上听了这盘录音带。在前两首歌过后，他开始對凱莉产生兴趣，並掉頭回到派對欲與试唱录音带的主唱人簽約。由于凯莉當時已離開派對，摩托拉后来花上两个星期才找到凯莉跟他签约。整個1989年都在着手规划她的处女作，雖然凱莉执意要跟本·馬古里斯共事，但摩托拉招募了瑞克·威克、纳拉达·迈克尔·沃登和瑞特·劳伦斯等当时顶尖的制作人。摩托拉和哥伦比亚的员工打算将凯莉标榜成他们的头牌女流行乐艺人，欲与当时分别隸屬Arista唱片的惠特妮·休斯顿和Sire唱片的麥當娜一决高下。处女专辑《玛丽亚·凯莉》完成后在1990年6月發行，哥伦比亚斥资100多万美元宣传。尽管专辑一開始的成績並不理想，但凯莉在第33届格莱美奖上亮相后，专辑登顶公告牌二百强专辑榜，並且占据榜首位置连续11个星期，凯莉也凭借专辑赢得最佳新人和凭借单曲《爱的幻影》贏得最佳流行女歌手表演奖。除了《爱的幻影》，专辑还出了告示牌百强单曲榜冠军单曲《愛需要時間》、《會有那麼一天》和《我不想哭泣》。凯莉成为自積遜五人組以后，一張专辑手握四首冠军单曲的新人。《玛麗亚·凯莉》成為美国1991年度最畅销的专辑，总销量1600多万张。
1991年，凯莉开始录制她的第二张录音室专辑《情感》。她形容专辑是对摩城唱片靈魂樂的尊重，认为需要致敬影响自己童年的音乐类型。凯莉与在她的处女作中充当小角色的华特·亚方纳席耶夫，以及C+C音乐工场的罗伯特·克莱维尔和大卫·科尔合作。在专辑步入创作阶段时，凯莉和馬古里斯因歌曲创作版税发生糾紛，索尼唱片官方出面澄清馬古里斯仅能获得专辑共同作者的合理报酬，这让两人关系恶化。后来馬古里斯输掉与索尼唱片的官司，双方分道扬镳。《情感》于1991年9月发行，尽管乐评人认为这张专辑比前作更加成熟，但专辑的原創性还是被批弱于处女作。《情感》在全球售出800万张，但沒有达到前作的商业和口碑高度。
凯莉因未举办世界巡迴演唱会來宣传新专辑，引發乐评人质疑她唱現場的功力。儘管凯莉解释因怯场和她的歌曲风格让她沒有巡演的信心，但凯莉是不能发出她所了解的绝对音高和5个纯八度音域的“捏造艺人”言论日渐增长。為了抛开这些質疑，凯莉和亚方纳席耶夫决定预约MTV电视节目《MTV不插电》的演出，亮相该节目需要艺人“不插电”或抛弃录音室设备。在节目录制前几天，凯莉和亚方纳席耶夫增加了一首老歌的翻唱，目的是想带来不同且出乎意料的感觉。最终他们选择翻唱積遜五人組在1970年创作的歌曲《我將在那裡》。1992年3月16日，凯莉在纽约皇后区的阿斯托利亚工作室录制了歌单上的七首歌曲。播出後好评如潮，播放次数比平时的集數多三倍，帶動了索尼高管的营销。於是公司决定以EP的形式发布《MTV原音重現現場演唱》，考虑到七首歌的曲目很短，定价不高。EP推出後大获成功，批驳了凯莉只是录音室歌手的樂评和推测，並获得美國唱片業協會（RIAA）颁发的三个铂金销量认证，同时在欧洲多个市场获得金和铂金认证。

### 1993–1996年：事業巔峰 -《音乐盒》、《祝福》和《梦游仙境》
1993年初，凯莉着手创作第三張錄音室专辑《音乐盒》。凯莉同意哥伦比亚在新专辑收录更多流行的曲风，以期吸引更广泛的受众。创作期间，凯莉大多数时间与亚方纳席耶夫合作。《音乐盒》在1993年8月全球发行后，空降公告牌二百强专辑榜。乐评人对专辑的评价褒贬不一，尽管许多人赞扬专辑受流行乐的影响及深刻的内容，但其他人认为凯莉没有完全发挥她那饱受赞誉的音域 。Allmusic的罗恩·怀恩（Ron Wynn）形容专辑中凯莉演唱形式的不同：“凯莉展示她演技中其他成分的做法很明智，但有时矫情胜过缺乏激情。”专辑的第二首单曲《英雄》最终成为凯莉职业生涯中的传唱最广、最鼓舞人心的一首作品，成为凯莉第八首美国榜冠军单曲，开始将凯莉的知名度延至整个欧洲。伴随着第三首单曲的面世，凯莉也斩获多个职业生涯里程碑，她翻唱坏手指乐团的《失去你》成为她在德国、瑞典和英国的第一首冠军单曲。
《音乐盒》在多个国家专辑榜榜首位置待了很长时间 ，最终成为史上最畅销专辑之一，全球售出3200多万张。前两张专辑都没有巡演，这次凯莉同意启动短期的全国演唱会，名为音乐盒巡演。整个北美只设六站演出，虽然短，却是成功的巡演，是害怕巡演难题的凯莉所迈出的一大步。《音乐盒》过后，凯莉相当长一段时间内淡出公众视野，整个1994年都在着手创作未具名的作品。1994年10月，《公告牌》宣布凯莉会在当年晚些时候发行新的假日专辑。1994年凯莉与路德·范德鲁斯共同翻唱了莱昂纳尔·里奇和戴安娜·罗斯的歌曲《无尽的爱》。专辑《圣诞快乐》於1994年11月发行，出自其中的第一支单曲《要的就是你》也在同日公布。最终专辑成为美国史上最畅销的圣诞专辑之一，全球销量超过1500万份。此外，《要的就是你》口碑爆棚，被公认为“圣诞佳节少有的现代附属品之一。”《滚石》杂志称其为“假日标配”，把它列入最佳摇滚圣诞歌曲榜单的第四位。从商业层面上看，歌曲成为史上最畅销的假日铃声，在日本是最畅销的非亚洲艺人单曲，销量超过210万（含彩铃和数字下载）到1994年季末，凯莉和亚方纳席耶夫开始为明年发行的下一张录音室专辑创作素材。

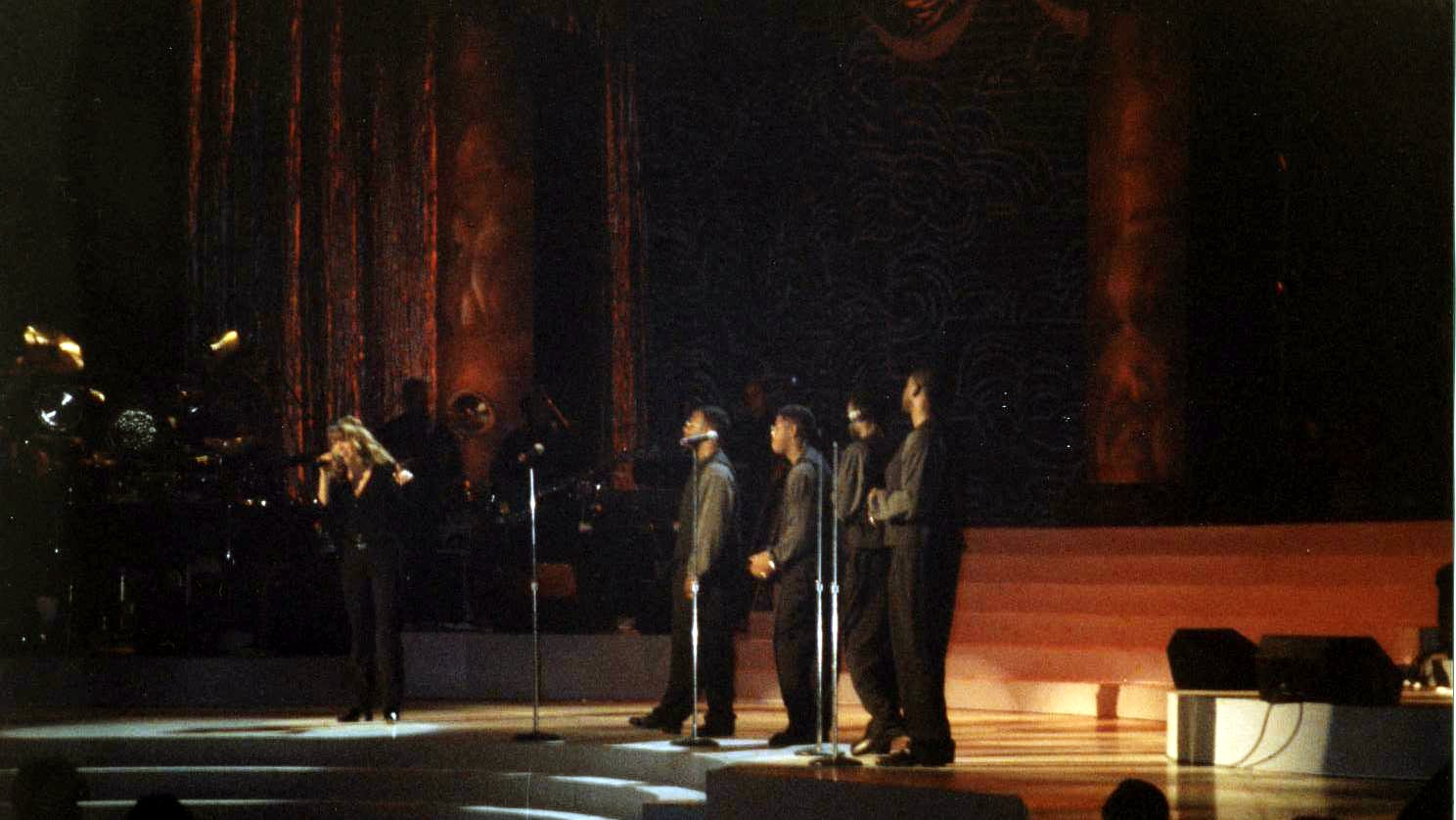
凯莉和大人小孩雙拍檔在麦迪逊广场花园的节目录制中演唱《甜蜜一日》，摄于1995年10月。

1995年9月发行的《夢遊仙境》，融合了R&B、嘻哈以及《音乐盒》的流行抒情。专辑第二首单曲《甜蜜一日》是受好友大卫·科尔去世的启发创作的。歌曲在百强榜榜首位置待了创纪录的16个星期，成为史上占据榜首位置时间最长的歌曲之一。《梦游仙境》成了她在美国最畅销的专辑，也是她个人继《音乐盒》后，第二张获得RIAA钻石销量认证的唱片。专辑再度让她在日本成为唱片最畅销的国际艺人，销量达260万张，全球销量最终达到2500多万张。《夢游仙境》被樂評界視为凯莉迄今最棒的专辑─《纽约时报》提名它为1995年最佳专辑之一，并写道：“最佳的剪辑将甜美的R&B引向结构精炼的新高峰......凯莉的歌曲创作向前迈进了一大步，变得愈发放松、性感，对砰动的陈词滥调减少依赖。”
1996年，鉴于《梦游仙境》在日本的销量突出，《公告牌》宣布凯莉是日本的“最佳海外艺人”。专辑《梦游仙境》在第38届格莱美奖一共獲得六项提名。凯莉並和大人小孩雙拍檔在頒奖典禮开场秀中表演了《甜蜜一日》。然而最終凯莉在典礼颗粒无收，促使她评论称：“你还能做什么？我不会再次為此感到失望了。整場节目我都坐在台下看，一次都没有获奖，我什么都做不了。”之后凯莉有整整十年未參加格莱美奖頒奖典禮。

### 1997–2000年：新形象和自由 -《美丽花蝴蝶》、《#1's》和《七色彩虹》
1997年，凯莉成立自己的音樂廠牌Crave Records，5月與丈夫湯米·摩托拉發表雙方分居的聯合聲明，自此她更加主动地掌控她的音乐，灌注更多流派到她的作品中。9月發行專輯《美丽花蝴蝶》，除了亚方纳席耶夫，她寻求与尚恩·库姆斯、卡马尔·法里德、梅西·埃丽奥特和Trackmasters的让·克劳德·奥利弗（Jean Claude Oliver）和塞缪尔·巴恩斯（Samuel Barnes）等制作人和词曲作者合作。录制期间，因為與摩托拉分道扬镳，凯莉表示这是她实现自由和人生新租期的办法。她新学会的演唱风格获得褒贬不一的评价，部分评论员把它看成成熟的标志，并不觉得她需要总是炫耀她的高音，而其他人则认为这是她嗓音衰退的标志。专辑的首支單曲《甜蜜蜜》及其音乐录影带明显地展现凯莉从未显露过的性感一面，进一步展示她已脱离摩托拉。凯莉则认为她的形象“并未过于脱离她之前的样子......并不是像是表明我疯了，就认为我打算说唱了。在我看来，这张专辑就是关于我想做的所有事情。”《美丽花蝴蝶》口碑不俗，其中《滚石》写道：“凯莉并不像在完全脱离她那老掉牙的自作多情、休斯顿式的民谣......但《美丽花蝴蝶》的主导情感是最酷的性幻想之一。”AllMusic编辑斯蒂芬·托马斯·埃尔温认为凯莉的嗓音“比以往更骚动更具控制力”，预示《美丽花蝴蝶》会是她“最棒的唱片，表明凯莉继续改善定义她的音乐，在九十年代的同行中实属罕见。”专辑获得商业上的成功，但没有达到前作《玛丽亚·凯莉》、《音乐盒》和《梦游仙境》的高度。

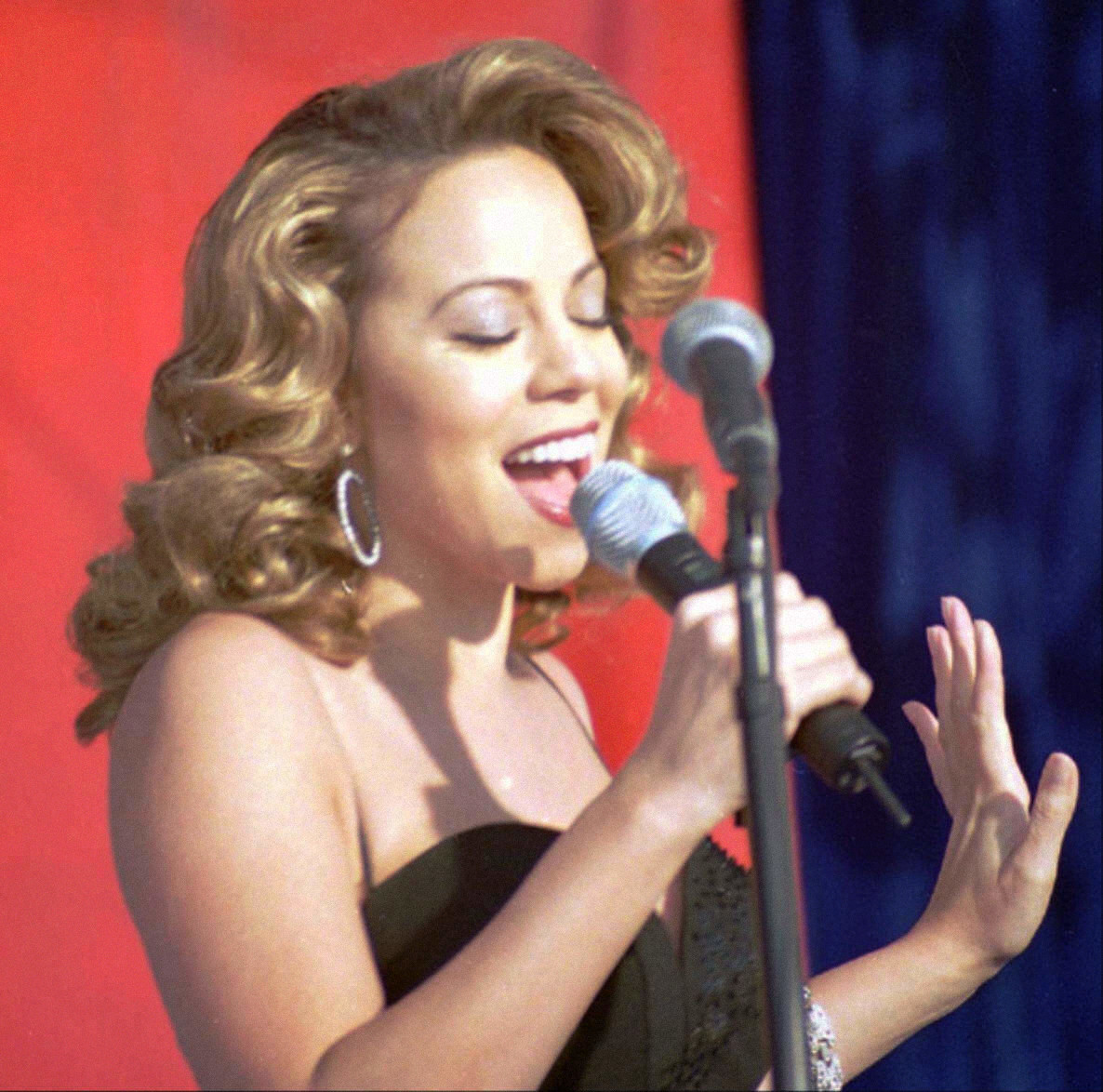
1998年12月，凯莉在爱德华兹空军基地录制《依然相信》的音乐录影带。

1998年4月14日，凯莉参与VH1 Divas慈善演唱会，和艾瑞莎·弗蘭克林、席琳·狄翁、仙妮亞·唐恩、格洛丽亚·埃斯特凡和卡洛爾·金同台献唱。凯莉筹备电影作品《All That Glitters》，后将其改名为《星梦泪痕》，同时为《黑超特警組》和《鬼靈精》等作品写曲子。《星梦泪痕》落入开发地狱后，凯莉推迟了计划，着手为新专辑准备素材。同時索尼音樂娛樂高管希望凱莉发行一张囊括她在美国夺冠且在欧洲国际榜单打榜的熱門單曲合辑，没有新曲。然而凯莉认为专辑应该反映出她最个性化的歌曲，不仅仅是她商业上最成功的歌曲而已。这张名为《獨一無二-白金冠軍單曲全選》的专辑就囊括了她和惠特妮·休斯顿合唱，电影《埃及王子》主題曲《只要你相信》。专辑在日本大受歡迎，上架首周便售出100多万份，凯莉因此成为唯一一位达到这一功绩的国际艺人，仅过了头三个月，便在日本售出了325万份，创下非亚洲艺人的最畅销专辑纪录。
1999年春天，凯莉着手创作她和索尼唱片合约的最后一张专辑。由于压力所迫以及與索尼培养出的糟糕关系，她用1999年夏天的三个月完成了专辑，比她以往的专辑都要迅速。在这张名為《七色彩虹》的专辑中，凯莉再度携手Jay Z和DJ Clue?等一众音乐制作人和词曲作者。凯莉还抛开长期搭档亚方纳席耶夫，与大卫·沃尔特·福斯特和戴安娜·沃伦创作了两首民谣。专辑于1999年11月2日发售，虽然在当时创下她职业生涯最高的首周销量纪录，但在《公告牌》二百强专辑榜上仅空降第二名。此时的凯莉和哥伦比亚唱片心存芥蒂，专辑头两首单曲过后，公司便叫停宣传。他们认为《七色彩虹》并没有值得发行的强势单曲，然而凯莉希望发行一首民谣。此举导致矛盾非常公开化，凯莉在她的网站贴出信息，向歌迷披露争端的内部信息，指引他们在电台点播《不能帶走》。歌曲最终得以发行，不过凯莉发现歌曲只受到非常有限而且宣传少的发行，使得它在商业上无法存活 。专辑的评价普遍积极，《Sunday Herald》表示，专辑“表明她在灵魂民谣和与史努比狗狗和亚瑟小子等R&B重量级巨星的合作之间明显举棋不定......它是一张娴熟的流行灵魂乐合辑。”尽管商业上大获成功，专辑却创下她职业生涯最低专辑销量。

### 2001–2004年：事業低潮 -《星夢淚痕》和《幸運手鍊》
在获得公告牌十年艺人奖和世界音乐奖千禧年最畅销女艺人奖后，凯莉离开了哥伦比亚，並于2001年4月和美国维京唱片（隸屬EMI Records）签订了1億美元的五年唱片录制合約。凯莉在此份合約中確保自己可以掌握創作的概念和创意，避免重蹈覆轍。她选择录制一张結合了80年代迪斯科風格及其他相似風格的专辑，以配合电影的背景。她经常说哥伦比亚把她當商品來對待，她和摩托拉的分道扬镳恶化了她和公司高管的关系。几个月後，2001年7月，据广泛报道，凯莉身心交瘁，此外她还在个人网站上留下抱怨过度劳累的字眼，同时结束了和歌手路易斯·米格尔长达三年的戀情。在次年的采访中，她表示：“我和那些不太了解我的人待在一起，没有私人助理，如果整天接受采访，晚上只能休息两个小时。”媒体的压力、排满的工作安排表和与米格尔的分手，让凯莉在她的官方网站上发表一连串令人不安的消息，在几场现场宣传活动中出现古怪行为。2001年7月19日 ，凯莉意外亮相MTV节目《互动全方位》。播完广告后，节目主持卡森·达利开始录影，此时凯莉穿着大号的男款衬衫，推着一个冰淇淋车登场，开始跳脫衣舞，期间她脱掉衬衫，露出黄绿相间的紧身衣。后来她透露，她表演前，达利就知道她出现在大楼里。凯莉在节目中的亮相引起媒体强烈关注。仅过了几天，凯莉一反常态，开始在她的官方网站发布语音留言和消息：“现在我试着了解人生中的那些事儿，因此我不认为我应该立马做音乐。我只愿意休息一会儿，或是至少在没有人带着视频突然出现的前提下睡一个晚上。我真正想要的仅仅是做自己，这就是我应该放在第一位的事......这些话我不常说，但你猜怎么着，我没能照顾好自己。”之后消息被迅速删除，伯格评论称，发布这些文字时，凯莉“明显疲惫不堪，没有仔细思考”。
2001年7月26日，凯莉突然住院，据称“极度疲惫”、“身心交瘁”。她被送往了康乃狄克州一家没有公开的医院，在医生的护理下住了两个星期，之后长期缺席公众视线。媒体极力报道凯莉宣传中断和住院后，美国维京唱片和二十世纪福斯推迟了《星梦泪痕》及其同名原声带的发行。谈及项目的商业反响不佳时，凯莉责备了她在发行期间的心境、项目的延期以及在九一一恐怖袭击事件当天发行原声带。影片及其原声带遭到评论家的抨击，商业表现不佳。原声带《星梦泪痕》当时成为凯莉销量最惨淡的专辑。《圣路易斯邮报》认为专辑不屑一提，“完全是垃圾，会演变成职业生涯一个恼人的污点，尽管没有一直饱受批评，但至少是几近成功的。”之后的负面信息围绕着凯莉当时的私生活、作品不遭人待见，以及與维京唱片签订的合约被维京以5000万美元卖出。不久后，凯莉飞到意大利卡普里岛待五个月，按照过去一年来的个人经历，着手创作新专辑的素材。后来凯莉谈到她在維京的日子“完全是压力......看在钱的分上我仓促地做了一个决定，之前我是没有做过金钱方面的决定的。从那件事上我吸取了大教训。”当年晚些时候，她和小島唱片签了一份价值2400万多美元的合约，启动唱片公司MonarC。从小很少联系的父亲于当年因癌症去世，进一步增添了凯莉的情感包袱。
2002年，凯莉与米拉·索维诺和梅罗拉·沃特斯参演独立电影《聪明女孩》，三人片中饰演了一家黑帮餐厅的侍应生。影片于圣丹斯电影节首映，口碑普遍较差，但凯莉饰演的角色获得褒扬。福斯新聞頻道的罗杰·弗莱德曼（Roger Friedman）称凯莉是“新千禧年的瑟尔玛·瑞特”，写道：“她的台词表达非常尖锐，能找到笑点。”随后，在路易斯安那州新奥尔良路易斯安那超级巨蛋举办的第三十六届超级碗上演唱美国国歌，获得热烈反响。2002年底，凯莉发布了在她看来是“人生新契约”的全新录音室专辑《幸运手链》。虽然在《星梦泪痕》口碑反弹后和凯莉回归音乐舞台的时候发行，但专辑销量仍平平，凯莉的声线质感仍遭到批评。《波士顿环球报》的琼·安德森称专辑“是她职业生涯最糟糕的作品，反映出的歌声，克服重力的嗓音和柔和的嘀咕声都不能承载。”而Allmusic编辑斯蒂芬·托马斯·埃莱文的观点类似：“更大的问题是，凯莉的声音筋疲力尽，整张专辑听起来像是喋喋不休。她再也不能嘀咕或柔和地唱歌，或是演绎她那克服重力的标志性的嗓音。”

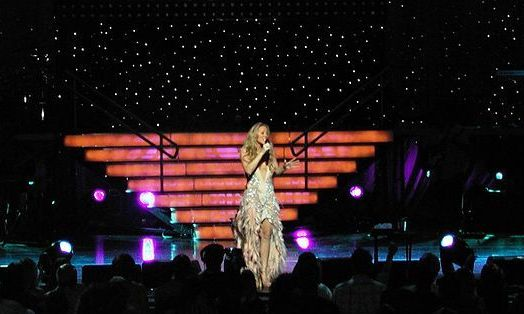
2003年9月，凯莉在Charmbracelet World Tour上演唱《英雄》

2003年4月，凯莉宣布当年晚些时候巡演。为期三个月的幸运手链世界巡回演唱会横跨北美和东亚，普遍在比竞技场稍小的场馆演出。在北美期间，演出在剧院里完成，有点受百老汇的影响：“由于更加亲近，所以你会有一种和我共度良夜的经历。”然而，美国本土以外场次的表演制作规模小得多，凯利在亚洲和欧洲的体育场中，为3.5万名马尼拉、5万名马来西亚和7万多名中国观众表演。凯莉也首次把英国站的巡演搬出伦敦，转向格拉斯哥、伯明翰和曼彻斯特。巡演获得音评人和乐迷的赞扬，其中许多人称赞凯莉现场演绎的歌声以及制作整体质量。

### 2005–2007年：強勢回歸 -《天后再臨-解放咪咪》

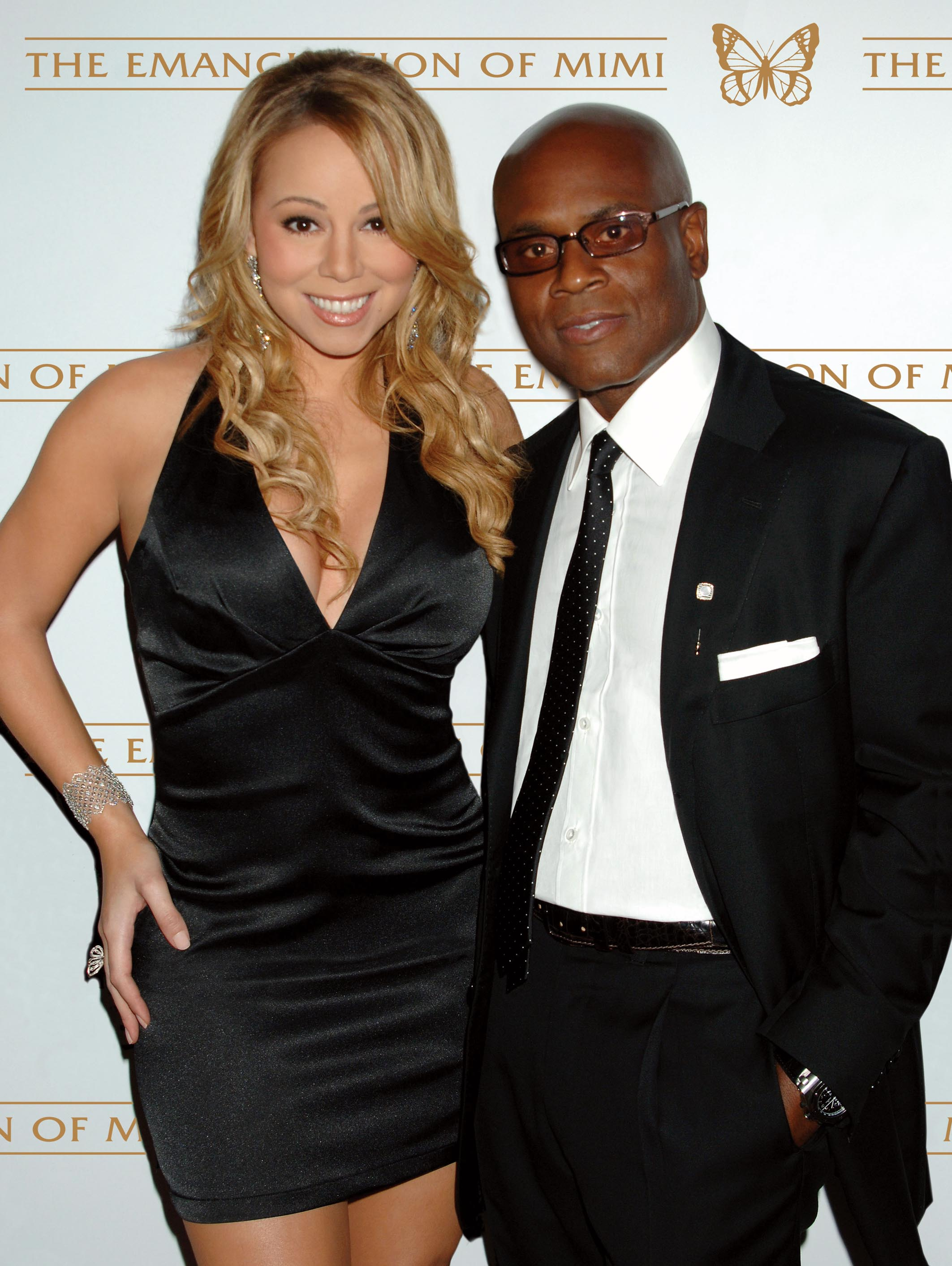
2005年，凯莉与前小島唱片总裁L·A·瑞德出席《天后再臨-解放咪咪》发行仪式。

整个2004年，凯莉一直都在进行第10张录音室专辑《天后再臨-解放咪咪》的创作。杰梅因·杜普里、布赖恩-迈克尔·考克斯、曼纽尔·席尔、海王星和肯伊·威斯特也加入了专辑的主要创作阵营。 专辑於2005年發行後在多国夺冠，并获得了较好的乐评。專輯的第二支單曲《我要我們在一起》被認為是凱莉“職業生涯上被重新定義”的一首歌曲。因為在當時，許多評論認為凱莉的生涯即將結束。樂評認為，這首歌曲使她“回歸本原”且“唱功恢復”，而亦有評論認為，歌曲使凱莉作為谣曲歌手的潛力復活。《我要我們在一起》在美國打破多項紀錄，是凱莉在《公告牌》百强单曲榜奪冠的第16首單曲。歌曲在该榜单的冠軍位置停留了不連續的十四周，是在该榜单夺冠周数第三长的歌曲。《告示牌》將其列為“十年之歌”，並將歌曲排在全時段最流行歌曲的第9名之位。在榜單大獲成功的同時，歌曲亦打破了多項流媒體記錄。根據Nielsen BDS的數據，《我要我們在一起》是有史以來單日與單周收聽人次最多的歌曲。
在2005年9月25日的百强单曲榜中，《我要我們在一起》和專輯的另一首单曲《搖一搖》分居榜单前两位。至此，凯莉又创下了一项新纪录，成为首位个人演唱歌曲同时占据榜单冠亚军的女艺人。在2005年《告示牌》年終榜單中，凯莉第一次有歌曲在年终榜单获得了冠军。2006年至2007年，专辑获得了十项葛萊美獎提名。其中2006年是凯莉获得该奖提名最多的一年，这一年里凯莉共获得了八项提名。当年，凯莉以《天后再臨-解放咪咪》赢得了“最佳当代节奏蓝调专辑”，以《我要我們在一起》赢得了“最佳节奏蓝调女歌手”和“最佳节奏蓝调歌曲”。《天后再臨-解放咪咪》以接近500万份销量成为2005年美国最畅销的专辑，是自1996年艾拉妮絲·莫莉塞特的专辑《小碎藥丸》以来再度由女性艺人发布的年度最畅销专辑。2005年年终，國際唱片業協會报道称《天后再臨-解放咪咪》在全球已获得了超过770万份销量，是当年第二畅销的专辑，仅次于酷玩樂團的《X&Y》。同时，专辑也是当年销量最高的个人专辑和由女性艺人发布的专辑。在第48届格莱美奖中，凯莉表演了《我要我們在一起》和《振翅高飛》兩首曲目。
为宣传专辑，凯莉开启了她第一场个人领衔巡演—天后再臨世界巡迴演唱會。巡演在北美、非洲和亚洲多国共计巡回四十站，获得了乐评界与音乐会界较好的评价。他们称赞了凯莉现场表演品质的提升以及巡演整场的设计。其中，凯莉在突尼斯市的表演中吸引了大约60,000名粉丝观看。2007年，巡演的DVD《天后再臨世界巡迴演唱會》发行。

### 2008–2009年：延續熱度 -《蝴蝶效應》和《不完美天使》
2007年春，凯莉在她个人的安圭拉别墅开始着手准备自己的第11张录音室专辑《蝴蝶效應》。专辑於2008年发行后收获了众多乐评的好评，但有些乐评批评了与前作《天后再臨-解放咪咪》过于相似。在专辑发行前两周，《零距离接触》作为专辑的第一张单曲发行。歌曲在告示牌百大单曲榜夺冠，是凯莉在该榜单第18首冠军单曲，使凯莉成为在该榜单取得最多冠军单曲的女性歌手。此外，《零距离接触》的夺冠也使凯莉累计了79周的冠军周数，使她成为了在该榜单拥有最长夺冠周数的艺人。

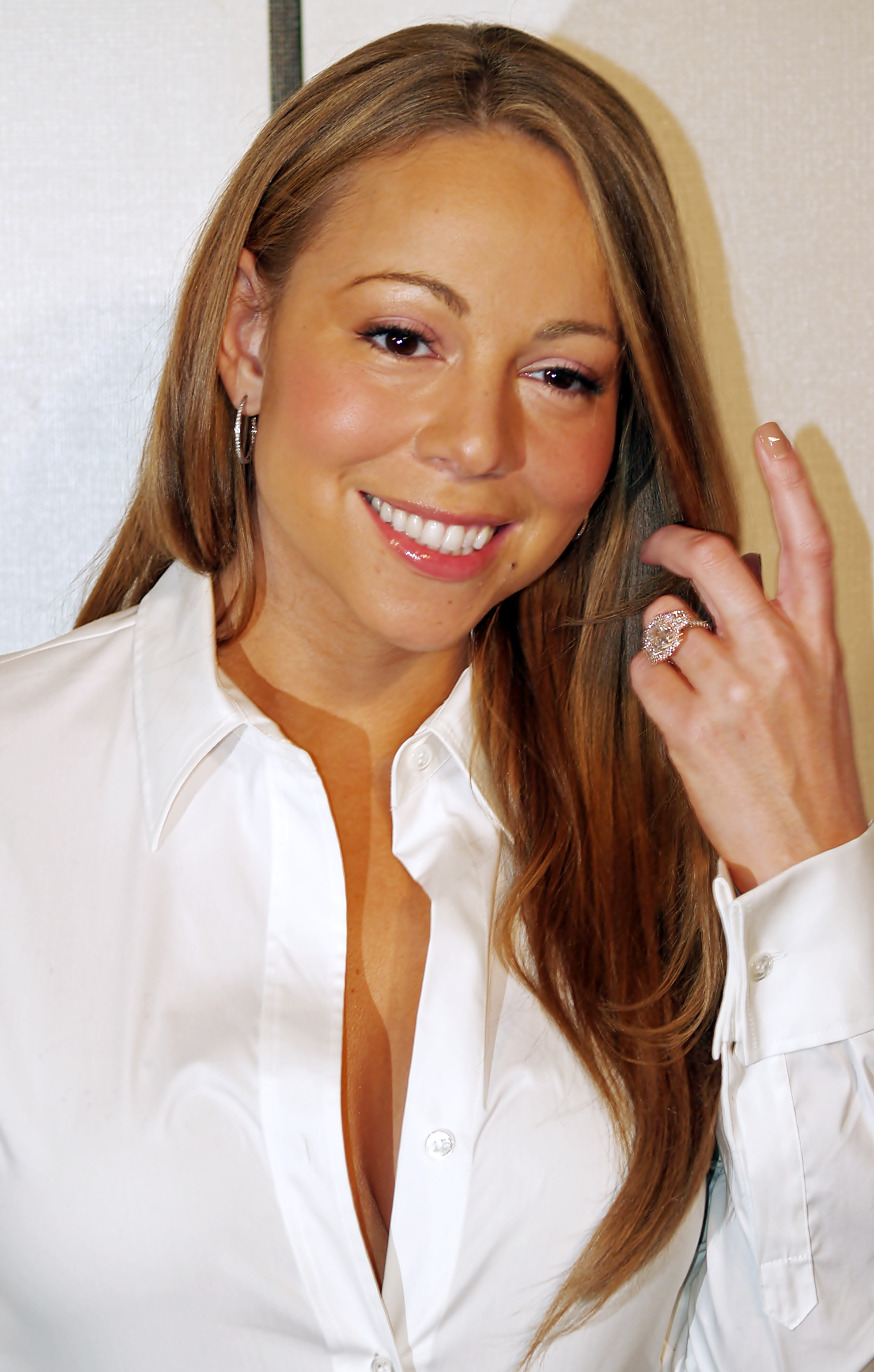
凯莉在2008年翠貝卡電影節上展示自己的订婚戒指。

《爱的相对论》以463,000份首周销量空降Billboard 200冠军，也是凯莉生涯首周销量最高的专辑。2008年，凯莉也在电影《田納西》中扮演歌手克莉絲朵，并在亞當·山德勒的电影《特勤沙龍》中友情客串了本人一角。在《爱的相对论》发行之后，凯莉计划开启巡演以宣传专辑。然而，在2008年12月初，凯莉突然取消了巡演。之后，凯莉解释称巡演取消的原因是自己怀孕流产了。2009年1月20日，凯莉在美国总统贝拉克·奥巴马的就职典礼中表演了歌曲《英雄》。7月，凯莉与特雷·洛伦茨在迈克尔·杰克逊的追思礼拜仪式上表演了積遜五人組歌曲《我將在那裡》。
2009年，凯莉在《天生不是寶貝》里扮演一名社會工作者，她的表演获得了评论的赞赏。《綜藝》认为，凯莉的表演“相当完美”。而凯莉也在2010年1月以此影片赢得了棕榈泉国际电影节“突破表演女演员奖”。2009年9月25日，凯莉的第12张录音室专辑《不完美天使》发行，获得了乐评褒贬不一的评价。Allmusic的史蒂芬·托马斯·爾勒溫表示這是“她10年来最有趣的一张专辑，”而《纽约时报》的乔恩·卡拉马尼卡则以凯莉过度使用柔和的声域，卻牺牲自己強有力的高低聲區为由批评了凯莉的声音表现。商业成绩上，专辑空降《告示牌》二百强专辑榜季军，在当时成为凯莉职业生涯销量最低的录音室专辑。专辑的首张单曲《著迷》在《告示牌》百强单曲榜最高排第7位，是凯莉在该榜单第27首进入前十的单曲。 随后发行的翻唱外国人乐队的单曲《我想知道愛》打破了巴西流媒体播放记录，在巴西百强流媒体榜夺冠27周，是该榜单在榜周数最多的歌曲。
2009年12月31日，凯莉开启了她的第7场巡回演唱会天使代言人巡回演唱会。巡演在美国和加拿大开展，于2010年9月26日结束。凯莉原计划发行《不完美天使》的重混版本《天使代言人》（Angels Advocate），但后来这一计划被取消。

### 2010–2014年：懷孕、《祝你聖誕快樂》、《美国偶像》和《真我·心声》
在《天使代言人》发行的取消之后，凯莉宣布回归录音室着手创作第13张录音室专辑。之后证实，这张专辑会是凯莉的第二张聖誕专辑。专辑除了与长期制作人杰梅因·杜普里、琼塔·奥斯丁、布赖恩-迈克尔·考克斯与蘭迪·傑克遜合作外，還加入了一些新的制作人，如馬克·夏曼等。2010年11月2日，专辑《祝你聖誕快乐》发布；专辑收录了6首新歌曲与歌曲《你是我最想要的聖誕禮物》的混音版本。专辑以56,000份首周销量空降告示牌二百强专辑榜第4名，是凯莉第16张进入该榜单前10的专辑。专辑也在熱門節奏藍調/嘻哈專輯榜夺冠，是在该榜单夺冠仅有的两张圣诞专辑之一。

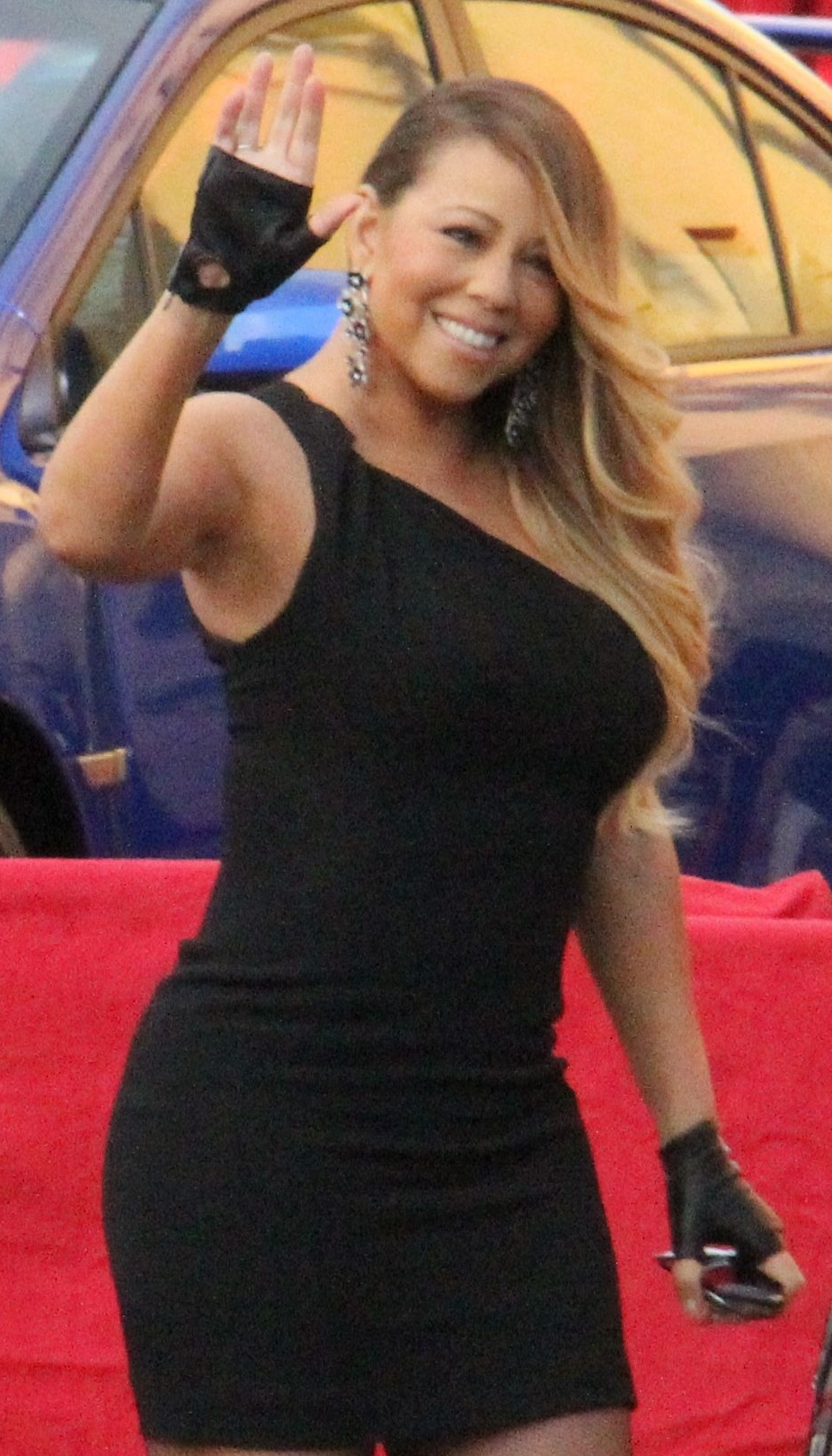
凯莉在2014年1月19日参加第20届美国演员工会奖颁奖典礼。

2010年5月，由于健康问题，凯莉宣布退出曾计划的在《彩虹豔盡半邊天》中的演出。2011年2月，凯莉表示已开始着手创作第14张录音室专辑。此外，凯莉与托尼·班内特合作演绎了歌曲《When Do The Bells Ring For Me?》，歌曲收录于《東尼·班奈特》中。2011年10月，凯莉宣布与贾斯汀·比伯共同合作了歌曲《你是我最想要的聖誕禮物》新版，收录于比伯的《愛在聖誕》中。2011年11月，凱莉與50美分和杰伊·詹金斯獻聲Uncle Murda歌曲《Warning》混音版本；同月，凱莉與約翰·傳奇合作演唱的歌曲《當聖誕節來臨》發佈。
2012年3月1日，凱莉在纽约市哥譚鎮大廳進行了自己懷孕之後的第一場表演。她也在广场饭店舉辦的為贝拉克·奥巴马競選的特別籌款活動中表演了三首歌曲，包括一首特別為該活動創作的新歌《Bring It On Home》。2012年8月，凱莉發佈了一張未收錄於任何專輯的單曲《Triumphant (Get 'Em)》。之後，凱莉加入了《美國偶像》第12季的評委陣營。2013年11月，凱莉評論擔任評委的經歷時稱：“它（這段經歷）就感覺像和撒旦每天在地獄工作一般”，被認為是暗指和妮琪·米娜之間的矛盾。影視方面，凱莉出演了2013年電影《白宫管家》，還獻聲客串了成人動畫系列《特工老爹》中的一名大老粗。
2013年2月，凱莉錄製並發行了《魔境仙踪》歌曲《Almost Home》。自此就有與凱莉第14張錄音室專輯有關的消息傳出。2013年5月6日，與馬吉爾合作的專輯的首張單曲《美麗》發行，在百強單曲榜最高排第15位。5月15日，凱莉在《美國偶像》上表演了這首歌曲和自己之前的一些歌曲的混成曲。 2013年11月11日，專輯的第二張單曲《放手的藝術》通過Facebook首播。在Q&A環節上，凱莉表示“我現在一直有靈感，準備為專輯加上兩首新歌，我們的工作就要結束了。我不知道怎麼描述這種感情，但我感覺這會是我最喜歡的一張專輯。”2014年5月27日，第14張錄音室專輯《真我·心声》正式發行。雖然專輯獲得了樂評的好評，但其商業成績不佳。在美國，專輯以58,000份首周銷量空降二百強專輯榜第三名，成為凱莉首周銷量最低的一張非假日錄音室專輯。而其在榜周數亦只有8周。
2014年10月，凱莉宣佈在紐約市灯塔剧院進行我最想要的聖誕禮物是你：歡宴之夜年度駐唱。演出的第一階段包含六首歌曲，於2014年12月15-22日期間進行。2015年10月，凱莉宣佈了第2階段的表演，其於同年12月8日-18日進行。

### 2015-2017年：拉斯維加斯驻唱表演、《真愛永恆》和《玛丽亚的世界》

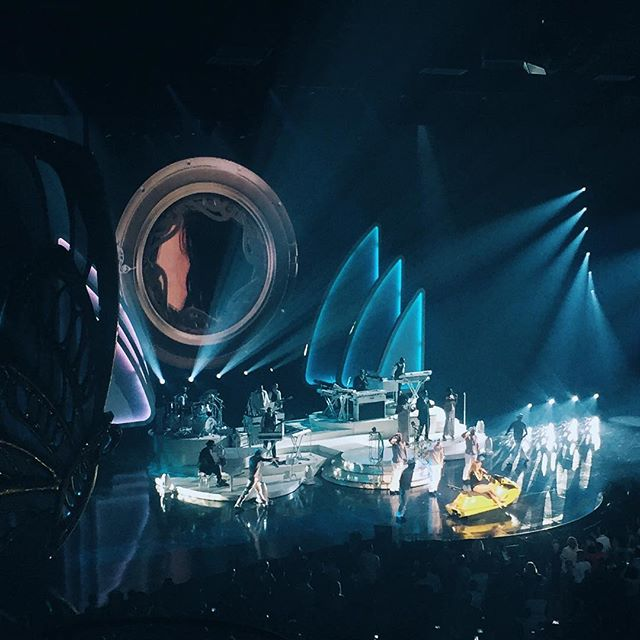
凯莉在真愛永恆 (駐唱演出)駐唱中表演《甜蜜蜜》。

2015年1月15日，凱莉宣佈將在拉斯維加斯凱撒宮舉辦駐唱表演真愛永恆。1月30日，凱莉宣佈離開環球音樂的Def Jam唱片，並重新與索尼音樂的史诗唱片簽約。
為宣傳駐唱，凱莉發行了同名精選輯《真愛永恆》，專輯收錄了凱莉18首《告示牌》百强单曲榜冠軍單曲，並額外收錄了一首新歌曲《真愛永恆》，這首歌曲於4月27日作為單曲發行。2015年12月，凱莉在聖誕電影《聖誕天籟》中扮演梅丽莎一角。同月，凱莉宣佈，新一輪巡演甜蜜蜜夢幻巡迴演唱會將在2016年3月開啟。巡演包括25場演出，是凱莉在13年來在歐洲開的第一場巡演。
2016年3月15日，凱莉表示自己正在拍攝一部名為《瑪麗亞的世界》的記錄電影。電影記錄了甜蜜蜜夢幻巡迴演唱會中歐洲演出的細節和凱莉的結婚計畫。凱莉告訴《纽约时报》：“我覺得這會是展示我個性和自我的好機會，即便我感覺我真正的粉絲已經知道我是什麼樣的人了……但仍然有許多人對這些有誤解。”影片於2016年12月4日正式首播。2016年10月5日，凱莉友情客串音樂戲劇《嘻哈帝国》中一名超級巨星歌手吉蒂，並與朱西·斯莫利特合作演唱了歌曲《Infamous》。2016年12月5日，凱莉與凡妮莎·威廉斯、夏卡·康、佩蒂·拉貝爾和泰雅娜·泰勒在VH1天后慈善演唱會《假日：不安靜之夜》表演。
2016年12月31日，凱莉在《迪克·克拉克的跨年搖滾夜》進行表演。《纽约时报》將這場表演形容為“表演車禍”。表演過程中，凱莉的入耳式耳機發生故障。由於故障，凱莉無法聽見音樂聲，在人聲仍在播放的時候停止了演唱，造成假唱被發現。但凱莉團隊和迪克·克拉克製作公司均對事件的指責表示否認。
2017年2月3日，凯莉发行YG客串的歌曲《我不乐意》。那个月晚些时候，为动画电影《乐高蝙蝠侠大电影》献声哥谭市市长一角。2017年4月，凯莉新厂牌花蝴蝶MC唱片成立，史诗唱片加盟合作。2017年7月，凯莉客串奎恩·拉提法、潔達·蘋姬·史密斯和瑞吉纳·霍尔出演的喜剧片《闺蜜假期》。同一个月，凯莉和莱昂纳尔·里奇启动大热金曲巡演。凯莉还和斯韦·李一道客串弗伦奇·蒙塔纳单曲《Unforgettable》。2017年10月，凯莉发布电影《圣诞星》同名歌曲。凯莉还开发了圣诞动画电影《圣诞节我只要你》（Mariah Carey's All I Want For Christmas Is You），并录制电影歌曲《小雪人》（"Lil' Snowman"）。电影于2017年11月14日录影带首映。同月，她继续圣诞节我只要你：欢乐和喜庆之夜巡回演唱会，首次在英国和法国等国开场。2017年12月31日，歌手回归《迪克·克拉克的跨年搖滾夜》，《纽约时报》认为这是“电视制作流行文化救赎行为”。

### 2018-至今：《流行警报》、《祝福》25周年、入選“作曲家名人堂”、出道30週年紀念
2018年，凯莉和Live Nation Entertainment签署全球协议。协议的第一项承诺是在拉斯维加斯召开新的驻场演唱会。这个名为“花蝴蝶归来”的演出于2018年7月登场，获得广泛好评。迄今为止的17场演出票房收入360万美元。演唱会后，凯莉启动“玛丽亚·凯莉：演唱会现场”亚洲巡演，“圣诞节我只要你”欧洲系列巡演也会回归。巡演期间，索尼音乐亚太区代表向凯莉颁发亚太区16亿销量证书。“圣诞节我只要你”的现场画面在YouTube发布。
2018年9月，凯莉宣布计划同年发行个人第15张录音室专辑。新单曲《從我眼前消失》在项目公布时发布，该曲于2018年9月21日iHeartRadio音乐节上首演。主打歌《與你廝守》10月发行，于2018年全美音乐奖首演。单曲是九年来凯莉在美国当代成人单曲榜上非假日成绩最好的作品，也是十年来在成人节奏布鲁斯单曲榜上成绩最好的歌曲。后来在10月，凯莉宣布新专辑名字“Caution”，並发行说唱歌手Ty Dolla Sign客串的宣传单曲《The Distance》。在这之前单曲《萬萬不可》也发布。专辑《流行警报》于2018年11月16日发行，获得海内外评论人好评。专辑是凯莉对之前作品风格的微调，有新鲜感，“挑衅得令人愉快”。2018年12月，专辑入选多家音乐媒体和评论人的年终榜单。

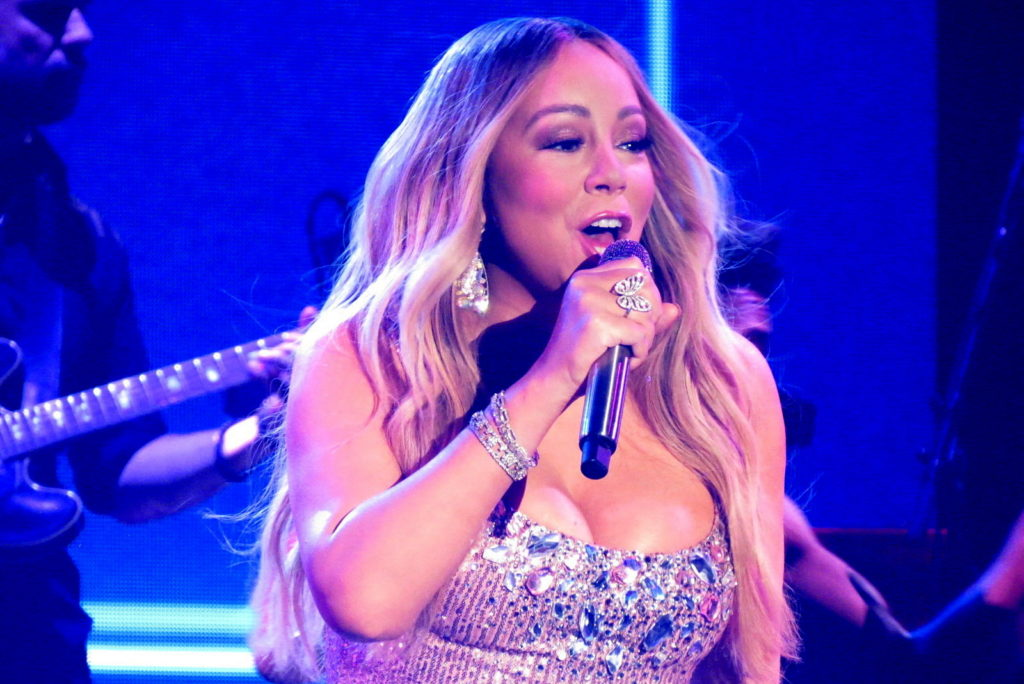
凯莉2019年6月在阿姆斯特丹的流行警報巡迴演唱會

2019年2月，凱莉開始了《流行警报巡迴演唱會》。在皇家阿爾伯特音樂廳駐留演唱了三天後，《衛報》的記者麥可·克雷格（Michael Cragg）描述凱莉“令人難以置信、調皮的表演”是當作她“鍍金的流行女歌星”身份的證明。同樣，《每日電訊報》的凱特·所羅門（Kate Solomon）稱讚這些表演是“超現實但令人愉悅的，且在一位巨星下顯得更閃耀，更有趣”。2019年3月4日，專輯的第二張單曲《萬萬不可》發行，並在美國R＆B數位歌曲銷售榜達到第17名。
2019年5月29日，電影《可能還愛你》（靈感來自於凱莉的歌曲《永遠的寶貝》）在Netflix上發行。2019年8月25日，凱莉與Walkers洋芋片品牌簽下了1200萬美元的合約。在2019年9月18日，凱莉發行了美國電視連續劇《Mixed-ish》的主題曲《In the Mix》。這首歌在美國告示牌R＆B數位歌曲銷售中排名第9，並在匈牙利排名前20。
2019年11月1日，凱莉再次發行並慶祝她的假日專輯《祝福》25週年。25週年專輯中包括原始專輯以及另一張唱片，收錄凱莉1994年在聖約翰教堂舉行的現場表演及《祝你聖誕快樂》的幾首曲目；其他曲目包括"Lil Snowman"和"The Star"及混音版本的曲目。2019年11月2日，Walkers洋芋片品牌發布了凱莉代言的廣告，它因其幽默而受到評論家的稱讚。為慶祝25週年《祝福》，她與亞馬遜公司組織一本禮物指南，也跟施華洛世奇合作推出聖誕飾品。2019年11月22日，"聖誕節我只要你"系列巡演在美國展開，到2019年12月15日結束。
2019年12月5日，亞馬遜公司的音樂平台根據她的歌曲“你是我最想要的聖誕禮物”製作並發布了一部迷你紀錄片，於同月稍晚發布。2019年12月21日，玛丽亚·凯莉第十九支冠軍單曲《你是我最想要的聖誕禮物》誕生，並蟬聯3周（至2020年1月4日）。除了是告示牌中第二支奪冠的佳節單曲，也是她個人第一支2010年代冠軍單曲，更是釋出後時隔二十五年才奪冠。在告示牌排行榜上也是個人歌手中冠軍週數維持最久的紀錄保持者（十九支單曲共待在冠軍位置八十七週），更是史上第一位擁有的冠軍單曲橫跨四個世代的歌手（在1990年代、2000年代、2010年代及2020年代）。
2020年1月，作曲家名人堂組織宣佈在6月11日於紐約市馬奎斯萬豪酒店的頒獎典禮上，將凱莉入選為作曲家名人堂成員。同月，凱莉宣布將於2020年9月29日發行名為《The Meaning Of Mariah Carey》的回憶錄，並透過Pan Macmillan和Henry Holt and Company發行。3月29日，凱莉參加了由艾爾頓·約翰主持的“iHeart Living Room Concert For America”，並演唱了她的熱門單曲《Always Be My Baby》。該活動在對抗COVID-19的活動中籌集了超過800萬美元。
2020年7月15日，凱莉宣佈「MC30」企劃，將發行一連串未發行單曲以慶祝出道30週年。8月19日，凱莉宣佈將於10月2日發行「MC30」企劃之一的合輯《藏愛》，首張單曲《Save the Day》於8月21日發行。

## 慈善事业及其他活动
凱莉是一個參與了很多慈善組織的慈善家。1990年代初，她成為了一個旨在讓美國紐約內城青年有機會接觸藝術和瞭解職業生涯機遇的夏令營Camp Mariah的合夥創辦人。凱莉因此獲得了国会地平线奖。凱莉也將歌曲《英雄》和《甜蜜一日》的版稅所得捐給了慈善機構。此外，她還加入了願望成真基金來幫助患有生命威脅疾病的兒童實現願望。2006年11月，她以“極度慷慨與實現眾多願望”的成就被評為“基金會願望偶像”。2008年，凯莉成为世界糧食計劃署的饥荒关怀大使。2010年2月，原本为电影《天生不是寶貝》发行的歌曲《100%》成为2010年冬季奥林匹克运动会的主题曲之一，凯莉将歌曲的全部收入都捐给了美國奧林匹克委員會。
凯莉最知名的慈善演出之一是由VH1在1998年举办的天后現場特辑。凯莉与其她女性歌手共同演出以支援拯救音乐基金会。演出收视率较高。凯莉在之后又参与了天后2000特辑。2007年，该基金会因凯莉自基金会成立以来对其的支持对凯莉进行了表彰。在九一一袭击事件后，她出席了《美國：向英雄致敬》美国全国电视募捐活动。凯莉也参与CBS电视特别节目《在家過節》（At Home for the Holidays）的主持，节目记录了收养儿童的真实家庭生活。2005年，凯莉为飓风卡特里娜灾后重建電視馬拉松《風暴庇護所》（Shelter from the Storm）表演。2008年8月，凯莉和一众歌手录制了慈善单曲《站起来！》以支援抗癌活动《对抗癌症》。同年，凱莉為利比亞前領導人穆阿迈尔·卡扎菲家族表演，但她之後表示稱：“對自己參與（這場演出）感到不快與尷尬”。2011年3月，凯莉的代表辛迪·柏格表示，为第14张录音室专辑创作的歌曲《Save The Day》的特許權使用費收入将会捐献给人权事业，以弥补为卡扎菲表演的错误。柏格亦称：“玛丽亚曾为也将一直为许多国内外组织献出自己的时间、财富和许多个人服务。”
凯莉职业生涯早期代言的产品较少，直到2006年，凯莉开始代言了英特尔迅馳个人电脑，并在美国的克莱尔和冰店针对青少年推出珠宝和饰品系列。在这段时期，作为与百事可樂和摩托罗拉合作的一部分，凯莉录制了一系列的彩铃歌曲，包括《Time of Your Life》2007年，她与化妆品公司伊丽莎白·雅顿签下协议，发行了她的个人香水M。这份协议使她净赚1.5亿美元。同年，《福布斯》以2.7亿美元的估计身价将凯莉列为娱乐圈第五富有的女星。2011年11月，《娱乐周刊》的报道称凯莉的净身价已达超过5亿美元。2010年11月29日，凯莉在家庭购物网络发行了个人首饰、鞋子与香水系列。2011年11月，由于凯莉在当年4月产下一对双胞胎后在珍妮·克雷格公司成功减重70磅（32），她成为了该公司的全球宣传大使。2013年，人权组织批评凯莉接受“独裁者的钱”为安哥拉总统若泽·爱德华多·多斯桑托斯及其女儿伊萨贝尔·多斯桑托斯表演。2016年12月5日，凯莉携手凡妮莎·威廉斯、夏卡·康、佩蒂·拉貝爾和泰雅娜·泰勒参加了《VH1天后》的假日：不安靜之夜（Holiday: Unsilent Night）義演。2019年1月，凱莉在沙烏地阿拉伯舉行頗有爭議的表演。在英國，《衛報》的Owen Jones發現她的表演協議受到質疑，因為“凱莉一直以來都有忠實的同性戀粉絲群：在沙烏地阿拉伯，同性戀者可被處以死刑。”在此之前，凱里承受著取消演出的壓力，這不僅是因為記者賈邁勒·卡舒吉遭到謀殺，也因為該國監禁了婦女權利活動的參與者。在對美聯社的聲明中，凱莉的公關人員說“瑪麗亞接受了這次機會，表演給沙烏地阿拉伯的國際與混合性別觀眾，這是邁向消除性別隔離的積極一步。[...]作為第一位在沙烏地阿拉伯演出的國際女藝人，瑪麗亞意識到這一盛事的文化意義，並將繼續支持全球人人享有平等的努力。”

## 艺术风格

### 所受影响
凯莉曾说她儿时受比莉·荷莉戴、莎拉·沃恩、葛蕾蒂絲·奈特和艾瑞莎·弗蘭克林等R&B和灵魂乐歌手的影响。她的音乐包含福音音乐的强烈影响，并把克拉克姐妹、雪莉·凯撒和埃德温·霍金斯列为早年最大的影响。凯莉将嘻哈引入她的歌曲时，认为她想尝试占据流派知名度优势的揣测浮现，但她告诉《新闻周刊》：“人们就不是理解。我是伴随这种音乐长大的”。她对她在单曲《頂端》（1998）中有过合作的糖山帮、埃里克·B与拉奇姆、武当帮、聲名狼藉先生和Mobb Deep等说唱歌手表示赞赏。凯莉受美妮·麗柏頓的深入影响，在最初锻炼音域时练习哨音。
凯莉职业生涯期间，她的声线、音乐风格，连同她的成功程度，都被拿来與惠特妮·休斯顿比较，凯莉也提过她具有影响力。凱莉和她的同行，在加里·穆尔兰（Garry Mulholland）看来，是“暴跳如雷的公主......将榜单主导的流行乐融入成熟的大众流行情歌的名歌手。”作家露西·奥布莱恩（Lucy O'Brien）将芭芭拉·史翠珊“旧时代歌女”的回春归功于凯莉和席琳·迪翁“打扮整洁、婉转且夸张到完美”，但凯莉于20世纪90年代末在音乐上的转型和大肆采用暴露衣服，从某种程度上，她开始背离了这种形象，之后她表示她早年间的大部分作品是“强烈的大众流行乐”。也有人指出，不像休斯顿和迪翁，凯莉自己写歌和制作。

### 音乐风格
爱是凯莉大部分歌词的主题，不过她也写異化、性、种族、虐待和靈性等主题。她说她的大部分作品有点自传意味，不过《時代》写道：“玛丽亚·凯莉的音乐有她人生的写照，她的歌经常有着甜蜜且不自然的——纽特健康糖般的精髓，而她的人生有激情，有冲突，”体现在她职业生涯的起始阶段。他认为随着她的专辑不断成熟，她的歌词创作和音乐也逐渐变城更加醇厚且意义深远的素材。  《紐約每日新聞》吉姆·法布尔（Jim Faber）的评价相似：“对于凯莉来说，练声都是为了表演，不是靠此获得灵感启发。唱歌在她看来，代表着身体上的挑战，不是倾诉情感。”在评价《音乐盒》时，《滚石》的斯蒂芬·霍尔登（Stephen Holden）评论称凯莉的歌带有“持久的激情”，而《娱乐周刊》的阿隆·伯格（Arion Berger）则认为在一些演唱时刻中，凯莉“过分把她的激情融入歌词。”2001年《乡村之声》谈及他们所认为的凯莉“无中心民谣”时写道：“凯莉的草莓酥饼灵魂仍然提供着模板，供青少年流行音乐的甜心们按照那些戴安娜·沃伦式无中心民谣描绘花体......R&B需要更大的情感表达范畴，更灵巧的诗句，更加发自肺腑的证明，减少比一尘不染、苍白地嘎吱作响的玛丽亚时代更多的不必要音符。现今如克莉絲汀·阿奎萊拉和潔西卡·辛普森之辈爆发高音时很尴尬，而巨肺女歌手在曲调或歌词需要的时候会控制好高音爆发。”
凯莉的作品运用了電子樂器，如电子鼓、電子琴和电子合成器。 由于凯莉六岁便上钢琴课，当中有许多歌曲融入凯莉弹奏的钢琴伴奏。凯莉坦言她不会看乐谱，在谱写她的素材时更愿意跟钢琴家合作，但认为轻快且稍稍保守的旋律和和弦进程利用这种技术更容易接受。虽然她小时候便能弹钢琴，将多个领域的制作及乐器融入她的乐音，但仍旧把声音一直看作她最重要的资产：“我的声音就是乐器，它一直都在。”凯莉开始托人重混她职业生涯早期的作品，帮助全新人声歌曲重新混录实践提前。 唱片骑师大卫·莫拉莱斯跟凯莉有过的几番合作始于1993年，当时他将R&B歌曲《梦中情人》重混成浩室，普及了这一传统，而《偏锋杂志》更把该曲称作史上最伟大的舞曲之一。从1995年的《夢幻》开始，凯莉招募嘻哈和浩室制作人重制她的作品。2005年，《娱乐周刊》将《夢幻》的两个重制版列入凯莉最伟大的作品榜单，一首是莫拉尔斯制作的国家舞曲音乐奖得奖混音曲，另一首是说唱歌手肮脏的混蛋客串的尚恩·库姆斯制作版。进入21世纪，库姆斯与阿莎提和碧昂丝等艺人合作，继续推动R&B和嘻哈跨界合作风潮。库姆斯表示凯莉“了解混音的重要性，好让你觉得到有艺人欣赏你的作品，而这位艺人希望能跟你想出点子。”

### 声线及音色
凯莉擁有五個八度的音域，高音可達第七個八度，在1998年被《吉尼斯世界纪录》封为“至尊歌者”。2003年，经过乐迷和粉丝在线投票，她列入MTV和《Blender》“音乐界22大最伟大之声”排行榜榜首。凯莉对此表示：“它的真正含义是MTV世代的声音。这当然算是巨大的成就，但我觉得我不敢当。”她还被列入《Cove》杂志“100名杰出流行歌手”榜单的第二位。
關於她的声线类型，凯莉曾表示自己是女低音，但乐评人认为她實質為花腔女高音。然而，在当代音乐门类下，歌手声线类型由他们唱的音乐类型决定。目前流行歌领域暂无官方分类法。曾有过将古典乐声线分类法引入其他演唱流派，但这种分类法随着歌手们采取不借助麦克风，用他们的共鸣扩大他或她的声音的方式发声而具有争议。
《纽约时报》的乔恩·帕雷斯称凯莉的低音像延伸到“狗哨般的高音”的“浑厚、深沉沙哑的中音”。此外，迈入20世纪90年代末期，凯莉开始在她的作品中融入气声。BBC新闻的蒂姆·雷维尔（Tim Levell）称她的声音像“贴着麦克风的风骚喘息”，而《今日美国》的爱丽莎·加德纳（Elysa Gardner）则写道：“不可能否认她的声线所带来的影响力，她重复喘息声的华丽融合和嘹亮的花腔，被今日年轻的流行和R&B巨星采用。”
《紐約客》的萨沙·弗雷-琼斯认为她的音色蕴含多种色彩，表示：“凯莉的声音几乎每句歌词都有所转变，从冷冰冰的音调突变成颤抖着的咆哮，之后又变成温润的咕咕喘息声。宽广音域让她将旋律从中低音带往花腔女高音的上层音区。凯莉还有着“耳语般的音区”。在采访凯莉时，《娱乐周刊》的罗恩·纪文斯（Ron Givens）如此阐述：“起先她是从中音歌喉不费吹灰之力的翻滚中发出深情的啊哈声。之后她迅速吸一口气，去到高位，声音几乎改变房间中的大气压力。一个粗暴的俯冲，她好像在尖声长叫同时咆哮着。”她音高感十分让人敬佩，乔恩·帕雷斯（John Pareles）认为“她能够徘徊于感官的转变中，借助打趣般的自信咆哮着，切分像擬聲吟唱......音区令人惊讶地精准。”

## 影响力

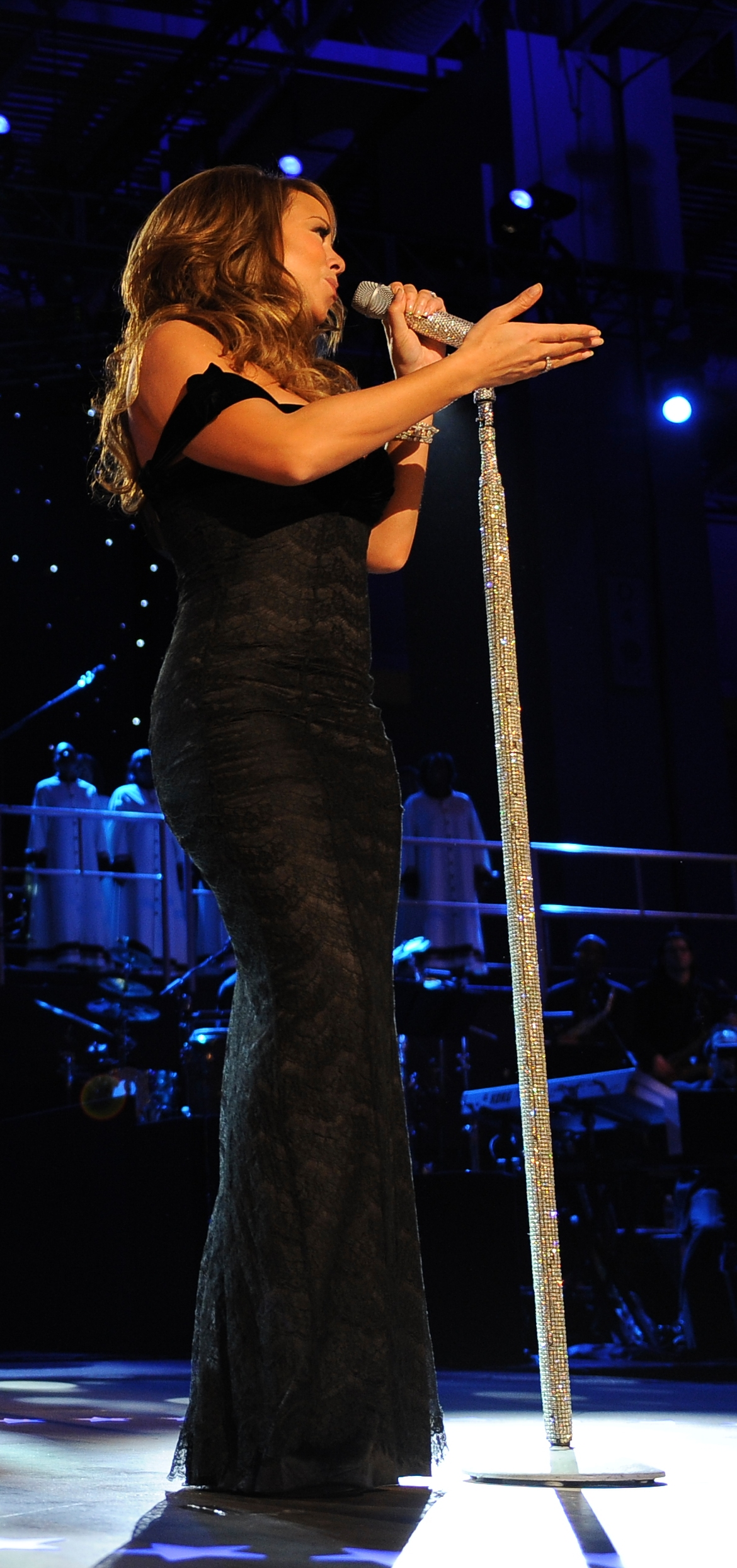
凯莉在奥巴马总统社区就职晚会上表演《英雄》。

凯莉的歌唱风格和能力深刻影响着流行乐和当代音乐。《丹佛邮报》音评人G·布朗（G.Brown）写道：“不管好坏，玛丽亚·凯莉五个八度的音域和花式唱腔，影响了一代流行歌手。”《滚石》认为：“不管好坏，她的花腔天赋、装饰着《爱的幻影》等歌曲的琴弦飘扬旋律，的确启发着整个《美国偶像》声乐学院，实质上是自90年代以来所有女性R&B歌手。”《Slate》乔迪·罗森（Jody Rosen）认为凯莉影响着现代音乐，称她为过去二十年来最具影响力的声乐造型师，洛可可式花腔的缔造者。罗森进一步佐证凯莉的影响与《美国偶像》相辅相成，她那一方“经常冲击着玛丽亚式花腔的疯狂崇拜者。凯莉出道近20年的今日，大牌厂商继续豪赌年轻新人，如英国《X音素》冠军利昂娜·刘易斯。她的明日之星诠释着玛丽亚的完美嗓音和发型。”《圣彼得堡时报》的肖恩·达利（Sean Daly）写道：“取决于你对公众羞辱的感知，《美国偶像》最棒或最差的环节是试镜秀，它一般来说可分成三个派别：一是才华出众的儿童，二是不羁的野小子，第三则是玛丽亚粉。”他进一步表示：“玛丽亚派最不堪入目，主要是因为他们当中许多人认为自己非常好。差的，便令人大失所望地在评委西蒙·高維爾、寶拉·阿巴杜和蘭迪·傑克遜面前留下失望——之后继续发迹，破坏损毁歌里面的每一个音符，这歌通常是玛丽亚的《英雄》，音调毁灭的嗓门比吸烟者的咳嗽还要多。”《纽约杂志》编辑罗杰·德克克（Roger Deckker）认为至于凯莉是乐坛最具影响力艺人的方面，“惠特妮·休斯敦或许向各大榜单引进了花腔唱法（单个词多带出一个或二十个音节的杂志演唱风格）。但玛丽亚和她那令人咋舌的音域成了美国的默认声音。”德克克还补充道：“每一次你去看《美国偶像》，都会看到她的追随者。”尽管有声乐实力，凯莉还是在声乐技巧中特别运用的轉音和喊唱，受到公众的认真监督，主要是因为出身于才艺秀的年轻歌手过度模仿他的演唱技巧，评论家认为“玛丽亚·凯莉是不存在质疑点的，但最糟糕的事情发生在从卡拉OK机出身的业余歌手演唱上。”教授凯瑟琳·L·梅泽尔（Katherine L. Meizel）在她的著作《美国偶像的政治和解》（The Mediation of Identity Politics in American Idol）中指出：“凯莉的影响不仅止步于崇拜者对花腔或她唱歌的模仿，还在于激励着他们的她的个性、她的演唱和她的明星身份——一副成名前的滑稽样。”
凯莉影响到的嘻哈、流行和R&B艺人有安妮卡、爱莉安娜·格兰德、布蘭妮·斯皮爾斯、碧昂絲·諾利斯、凱蒂·佩芮、Lady Gaga、布莉琪·門德勒、克莉絲汀·阿奎萊拉、潔西卡·辛普森、蕾哈娜、格兰姆斯、凱莉·克萊森、妮莉·費塔朵、邦尼·麦基、利昂娜·刘易斯、布兰蒂、粉红佳人、玛丽·布莱姬、梅拉妮·菲奥娜、梅西·埃丽奥特、山姆·史密斯、宇多田光、黎晶、莎拉·乔洛妮墨、夏芮絲·潘敏潘高、喬丁·斯帕克斯、贾斯汀·比伯和洁西卡·桑切斯。史提夫·汪达认为：“人们探讨伟大的有影响力歌手时。会提到艾瑞莎、惠特妮和玛丽亚。这是她天赋的一种证明。她的音域非常惊人。”碧昂丝认为凯莉的歌唱和她的歌曲《爱的幻影》影响她在“乱跑乱跳”的孩提时代开始练习唱歌，还帮助她追随音乐家生涯。蕾哈娜表示凯莉是她的主要影响之一和偶像。克莉絲汀·阿奎萊拉说歌唱职业生涯早期，凯莉是她的重大影响和偶像之一。《克莉絲汀·阿奎萊拉：明星诞生》（Christina Aguilera: A star is made）的作者皮尔·多明戈斯（Pier Dominguez）表示，阿奎莱拉说她喜欢听惠特妮·休斯顿，但凯莉对她的歌唱风格影响最大。凯莉精心打造的成年女性形象引发阿奎莱拉的共鸣。对她阿奎莱拉的影响出自两人都是口碑不一的遗留物的事实。《日本時報》菲利普·布拉索（Philip Brasor）表示凯莉的声线和花腔风格甚至影响到亚洲的歌手。他写道，日本歌手宇多田光“唱出她所听到的，从横膈肌到她能驾驭的那种花腔，她已经成为继玛丽亚·凯莉升华后的美国流行乐领军人物。”在题为《出如玛丽亚的花腔，入则凯莎的爆发》（"Out With Mariah's Melisma, In With Kesha's Kick"）的文章中，《纽约时报》作家大卫·布朗探讨曾经在玛丽亚·凯莉和惠特妮·休斯敦的热衷下广泛流传，而且无孔不入的花腔流行乐风格，如何突然失去对现在无处不在的自动调谐支持。布朗认为：“但始于二十年前，花腔以前所未有的方式接管流行乐。1990年，玛丽亚·凯莉凭借《爱的幻影》出道，两年后，惠特妮·休斯敦版的《我会永远爱你》将小节设置到无比地高，音符比大多数流行乐迷听过的要更响亮、更长、更多节。”布朗进一步补充道：“后来的那一代歌手，包括阿奎莱拉小姐、詹妮弗·休斯敦和碧昂丝，都围绕着花腔建功立业（布莱恩·麦金纳和泰瑞斯·吉布森等男歌手也沉醉其中，但支配这种模式的还是女性）。”
凯莉被誉为将R&B和嘻哈引入主流流行文化，借助她1995年末歌曲的客串表演普及说唱。《紐約客》编辑萨沙·弗雷-琼斯认为：“将说唱副歌融入梅西·埃丽奥特和碧昂丝等人的旋律中，成了R&B或嘻哈巨星的标准。”年轻的白人流行巨星，包括布蘭妮·斯皮爾斯、潔西卡·辛普森、克莉絲汀·阿奎萊拉和超級男孩都在过去十年花费众多，让流行乐吸收R&B。此外，琼斯总结：“（凯莉）一位女歌手配一位著名男嘻哈MC的想法改变了R&B，并最终延及整个流行乐坛。尽管如今所有人都不受约束地使用这个想法，但《天后再临-解放咪咪》暗示这依旧由凯莉主宰。”《调音器杂志》编辑贾尼克·马亚德（Judnick Mayard）指出，至于R&B和嘻哈的合作：“这个举动的冠军属于玛丽亚·凯莉。”马亚德表示：“时至今日，ODB和玛丽亚也许仍是史上最佳且最随机的嘻哈合作，”指出由于“《Fantasy》的录制”，“R&B和嘻哈或许仍是继姐弟。”《纽约时报》的卡莱法·桑纳（Kelefa Sanneh）写道：“20世纪90年代中叶，凯莉女士首创一个子门类，有些人称之为暴力情歌二重唱。如今，帅气的流行巨星都期待着跟粗横的说唱歌手合同，但当凯莉小姐与武当帮的肮脏的混蛋为1995年热歌《Fantasy (Remix)》组队时，却是个意外和冲击。”除了影响流行文化和音乐，凯莉也是经典圣诞歌曲《你是我最想要的聖誕禮物》的推手。回顾凯莉的职业生涯，《纽约客》的萨沙·弗雷-琼斯认为，“魅力”歌曲是凯莉最伟大的成就之一，称其为“假日歌曲的鲜有现代附属品”。《滚石》将《你是我最想要的圣诞礼物》列入最伟大摇滚圣诞榜单的第四位，称其为“圣诞标准”。在评价她的《Greatest Hits》专辑时，PopMatters的德文·鲍尔斯（Devon Powers）写道：“她影响了无数的女歌手。32岁时，她已经成了活着的传奇——即便她从不唱过其他的歌。”评论凯莉悉尼演唱会时，《MTV澳大利亚》的埃利斯·沃特（Elise Vout）写道：“值得你去看的不是惊人的编曲或高端的制作，而是比生命品质、独一无二的声线更伟大的，传奇玛丽亚·凯莉。”

## 个人生活
凯莉在录制《音乐盒》时與伯樂湯米·摩托拉相戀。1993年6月5日，两人成婚。1995年专辑《梦游仙境》大获成功，期間凯莉开始侧重私生活，加上专辑创意分歧和摩托拉控制欲的加强，让两人关系开始破裂。1997年5月30日，两人宣布分居，并于2000年12月2日摩托拉再婚时正式离婚。1998年到2001年，凯莉与Luis Miguel交往三年。
凯莉在安地卡岛海岸的一个小岛一同录制《再见》的音乐录影带时，结交了尼克·卡农。2008年4月30日，凯莉和卡农在巴哈马成婚。历经九月怀胎，她于2011年剖腹产生下一对双胞胎。2014年8月，卡农证实两人已分居数月。2014年12月12日，卡农提出离婚诉讼，并于2016年正式离婚。2016年1月21日，澳大利亚亿万富豪James Packer宣布与凯莉订婚，但同年10月，有消息指两人已断交。2016年10月，她開始與舞蹈編導布萊恩田中（Bryan Tanaka）約會，2024年1月傳出分手。
2018年4月，凱莉公開了她與第二型躁鬱症的鬥爭。據凱莉的說法，她在2001年因精神崩潰住院時診斷出患有此疾，但當時她不願意面對這個事實。直到後來她以藥物和療法形式尋求治療，病情逐漸穩定。
据Chris Nickson1998年传记记载，凯莉是位积极的圣公会教徒。她曾在2006年表示：
|  | 我相信我重生很多次了。我认为我对神的景仰和关系已经改变。每当缺少祷告的私人时间，我便感受到差异。我虽然是个斗士，却意识到自己不是主宰。神想做的任何事都会发生。我认为我会无尽头地第二次、第三次、第四次、第五次、第六次重生。拜神所赐，我还活着。 |

## 荣誉与奖项
凯莉在职业生涯中收获了许多荣誉与奖项，包括葛萊美獎最佳新人、公告牌音乐奖1990年代十年最佳艺人和世界音樂獎最畅销女艺人等。纵观凯莉超过20年的职业生涯，凯莉在全球的唱片销量已超过2亿五千万，是音乐史上取得销量最高的歌手之一。在Nielsen SoundScan时代，她以超过5530万份唱片销量成为当时最畅销的女艺人。MTV与《Blender》雜誌将凯莉排为2003年倒计时音乐界22大好声音首位。《Cove》杂志亦将其排为“百大杰出流行歌唱家”第2位。除了演唱外，凯莉也以词曲创作知名。Yahoo Music编辑傑森·安克尼写道：“人们经常把她和对手惠特尼·休斯頓和席琳·迪翁做比较，但她们两个创作自己歌曲的能力都比不上（凯莉）。”《告示牌》杂志认为凯莉是美国20世纪90年代最成功的艺人。由于凯莉是世界音乐奖认定的“千禧年最畅销的女性流行艺人”与“90年代美国最畅销的女艺人”，在2000年世界音樂獎上，凯莉获得了“传奇奖”。2003年，她以超过1亿全球专辑销量收获了肖帕尔钻石奖。此外，美國唱片業協會以6300万销售单元将凯莉列为20世纪90年代最畅销的女艺人。在日本，凯莉拥有四张有史以来销量最高的非亚洲艺人发布之专辑。
凯莉排在《告示牌》百强单曲榜全时段最佳艺人榜第5名。她在《告示牌》百强单曲榜取得了87周夺冠周数，创下了美国榜单历史之最。在该榜单上，她拥有19首冠军单曲，是拥有冠军单曲数最多的独唱艺人。凯莉在百强单曲榜上亦拥有3首空降冠军单曲，《夢幻》、《甜蜜一日》和《甜蜜蜜》，她曾是史上拥有空降冠单最多的艺人，此紀錄直到2020年才被雅瑞安娜·格蘭德超越。其中《夢幻》的空降，更让凯莉成为了美国第一个拥有空降冠军单曲的女艺人。1994年，凯莉发行了她的首张假日专辑《圣诞快乐》，这张专辑在全球销量超过1600万，是美国历史上最畅销的假日专辑。专辑中歌曲《你是我最想要的聖誕禮物》是美国唯一一首认证达到多白金的假日歌曲和手機鈴聲。在日本，《獨一無二-白金冠軍單曲全選》销量超过3,800,000，跻身日本最暢銷專輯之列。在凯莉以《祝福》在亚洲大获成功之后，《告示牌》将凯莉评为在日本唱片最畅销的国际艺人。凯莉与大人小孩雙拍檔合作演绎的歌曲《甜蜜一日》在百强单曲榜夺冠16周，是在該榜單奪冠周數第二長的歌曲。2008年，《告示牌》将《我要我們在一起》列为全时段单曲榜第9名。这首歌曲还是《告示牌》评出的20世纪第一个十年最流行的歌曲。2009年，凯莉翻唱了外国人乐队的单曲《我想知道愛》，打破了巴西流媒体播放记录，在巴西百强流媒体榜夺冠27周，是该榜单夺冠周数最多的歌曲。2010年，《告示牌》将凯莉列为“25年以来50强节奏布鲁斯与嘻哈艺人”第4名。2012年，凯莉在VH1评选的「音樂領域百大傑出女性」排行第3。2015年8月6日，凯莉是第2556位在好萊塢星光大道上，有了一颗属于自己的星星。2017年，PETA授予她“動物天使獎”，以紀念她在動畫電影《聖誕節我只要你》致力於描述著一位女孩收養流浪狗的故事。
2019年10月，凱莉與Jennifer Anisto、Awkwafina、Brie Larson、Chaka Khan和Dana Walden一起被《綜藝》雜誌評選為"權力的女性"。2019年11月24日，《你是我最想要的聖誕禮物》獲得了金氏世界紀錄的三項紀錄，分別是"最暢銷知名的聖誕節歌曲之一"、"24小時內在Spotify上串流播放次數最多的歌曲（女性）（在2018年12月的24小時之內達到10,819,009個串流播放次數）"、"在英國單曲榜位居前十名最多周的聖誕歌曲（20周）"。
2023年12月15日，《你是我最想要的聖誕禮物》登記入美國國家唱片冊。

## 音樂作品
- 《玛丽亚·凯莉》（1990年）
- 《情感》（1991年）
- 《音樂盒》（1993年）
- 《圣诞快乐》 （1994年）
- 《夢遊仙境》（1995年）
- 《美麗花蝴蝶》（1997年）
- 《七色彩虹》（1999年）
- 《星梦泪痕（英语：Glitter (soundtrack)）》（2001年）
- 《幸运手链（英语：Charmbracelet）》（2002年）
- 《天后再臨-解放咪咪》（2005年）
- 《蝴蝶效應》（2008年）
- 《不完美天使（英语：Memoirs of an Imperfect Angel）》（2009年）
- 《祝福之歌（英语：Merry Christmas II You）》（2010年）
- 《聽我…歌情萬種（英语：Me. I Am Mariah... The Elusive Chanteuse）》（2014年）
- 《流行警報（英语：Caution (Mariah Carey album)）》（2018年）

## 影视作品
- 《億萬未婚夫》（1999年）
- 《星梦泪痕》（2001年）
- 《聪明女孩（英语：WiseGirls）》（2002年）
- 《王朝的陷落（英语：Death of a Dynasty）》（2003年）
- 《国有财产2（英语：State Property 2）》（2005年）
- 《田纳西》（2008年）
- 《特勤沙龍》（2008年）
- 《天生不是寶貝》（2009年）
- 《白宫管家》（2013年）
- 《圣诞天籁（英语：A Christmas Melody）》（2015年）
- 《流行巨星：永不停歇（英语：Popstar: Never Stop Never Stopping）》（2016）
- 《樂高蝙蝠俠電影》（2017年）
- 《閨蜜假期（英语：Girls Trip）》（2017年）
- 《聖誕星》（2017年）
- 《瑪麗亞凱莉之你是我最想要的聖誕禮物（英语：All I Want For Christmas Is You (film)）》（2017年）

## 演唱会

### 领衔巡演
- 音樂盒巡迴演唱會（1993年）
- 夢遊仙境世界巡迴演唱會（英语：Daydream World Tour）（1996年）
- 美麗花蝴蝶世界巡迴演唱會（英语：Butterfly World Tour）（1998年）
- 七色彩虹世界巡迴演唱會（英语：Rainbow World Tour）（2000年）
- 幸運手鍊世界巡迴演唱會（英语：Charmbracelet World Tour）（2003–2004年）
- 天后再臨世界巡迴演唱會（英语：The Adventures of Mimi）（2006年）
- 天使代言人巡迴演唱會（英语：Angels Advocate Tour）（2009–2010年）
- 勝利澳洲巡迴演唱會（英语：Triumphant Australian Tour）（2013年）
- 歌情萬種演唱會（英语：The Elusive Chanteuse Show）（2014年）
- 甜蜜蜜夢幻巡迴演唱會（英语：The Sweet Sweet Fantasy Tour）（2016年）
- 瑪麗亞凱莉：現場演唱会（英语：Mariah Carey: Live in Concert）（2018年）
- 流行警报巡回演唱会（英语：Caution World Tour）（2019年）
- 聖誕祝福演唱會（英语：Merry Christmas One and All!）（2023年）

### 合作巡演
- 熱門全輯巡迴演唱會（英语：All the Hits Tour (Lionel Richie and Mariah Carey)） （與莱昂纳尔·里奇）（2017年）

### 驻唱表演
- 珍珠劇院現場演唱會（英语：Live at the Pearl）（2009年）
- 我最想要的聖誕禮物是你：歡宴之夜（英语：All I Want for Christmas Is You, A Night of Joy and Festivity）（2014-2019年）
- 真愛永恆（英语：Number 1 to Infinity (residency show)）（2015–2017年）
- 花蝴蝶回归（英语：The Butterfly Returns）（2018–2020年）

### 脚注
1. ↑    - Holden, Stephen. . The New York Times. 2000-06-13  [2009-03-27]. （原始内容存档于2019-01-01）. The 20-year-old singer...
  -  (PDF). United States: Omnigraphics. January 1997: 151  [2019-03-20]. （原始内容存档 (PDF)于2017-04-28）. [March] 27 Carey, Mariah (1969)
  - Nickson 1998
  - Shapiro 2001
  - Eliscu, Jenny. . Rolling Stone. 2006-02-23  [2019-03-27]. （原始内容存档于2019-03-27）. When Patricia Carey gave birth to a seven-pound baby girl at 7:27 A.M. on March 27th, 1970...
2. ↑  . The Long-Islander (Huntington, New York). 1970-04-10: 2-3  [2021-02-16]. （原始内容存档于2021-04-07） –NYS Historic Newspapers. Recent births at Huntington Hospital have been announced as follows ... March 27 Mariah, Mr. and Mrs. Alfred Carey, Huntington
3. ↑    - . Los Angeles Times. 1991-01-21  [2019-03-27]. （原始内容存档于2019-03-27）. At age 20, she seems...
  - Sleeman, Elizabeth (编). .  67. London: Europa Publications. 2003. ISBN 978-1-85743-217-6. b. 1970, Long Island, NY
  - Lovece, Frank. . Newsday (Long Island). 2003-08-08  [2003-09-08]. （原始内容存档于2003-09-28）. ...Carey, 43...
  - . People.   [2019-03-20]. （原始内容存档于2006-08-17）. Date of Birth: March 27, 1980
4. 1 2  Trust, Gary. . Billboard. 2019-12-16  [2019-12-16]. （原始内容存档于2019-12-16）.
5. ↑  . Billboard. 2019-11-14  [2022-01-19]. （原始内容存档于2022-05-28） （美国英语）.
6. ↑  . Billboard.   [2015-05-09]. （原始内容存档于2015-05-07）.
7. ↑  Gamboa, Glenn. . Newsday (New York City / Long Island). 2008-10-22. （原始内容存档于2013-10-14）. Born in Huntington, raised in Greenlawn.
8. 1 2  Nickson 1998，第8頁
9. 1 2 3 4  Nickson 1998，第7頁
10. ↑  . AllMovie.com Rovi via The New York Times.   [2011-08-14]. （原始内容存档于2011-04-27）.
11. ↑  . People.   [2011-08-14]. （原始内容存档于2011-08-12）.
12. ↑  Nickson 1998，第14頁
13. 1 2 3 4  Nickson 1998，第9頁
14. 1 2  Nickson 1998，第10–11頁
15. ↑  Nickson 1998，第13頁
16. 1 2  Nickson 1998，第16頁
17. ↑  Dougherty, Steve. . People 42 (21) (Time Inc.). 1993-11-22. （原始内容存档于2016-03-03）.
18. 1 2  Nickson 1998，第17頁
19. ↑  Nickson 1998，第18頁
20. ↑  Nickson 1998，第19頁
21. ↑  Nickson 1998，第20頁
22. 1 2  Nickson 1998，第21頁
23. 1 2  Nickson 1998，第22頁
24. ↑  Nickson 1998，第61頁
25. 1 2 3  Nickson 1998，第25頁
26. ↑  Nickson 1998，第26頁
27. ↑  Nickson 1998，第28–29頁
28. ↑  Nickson 1998，第33頁
29. ↑  Nickson 1998，第45頁
30. ↑  Landis, David. . USA Today. 1991-05-13  [2011-08-14]. （原始内容存档于2012-07-24）. R.E.M.'s Out of Time has knocked Mariah Carey off the top of the Billboard album chart after 11 weeks.
31. ↑  Bartha, Agatha. . Toronto Star. 1991-02-12  [2011-08-18]. （原始内容存档于2012-07-25）.
32. ↑  . Billboard. Prometheus Global Media.   [2010-09-14]. （原始内容存档于2013-08-01）.
33. ↑  DeKnock, Jan. . Chicago Tribune. 1991-12-27  [2011-08-19]. （原始内容存档于2012-07-24）.
34. ↑  Harrington, Richard. . The Washington Post. 1992-01-01  [2011-08-19]. （原始内容存档于2012-07-24）.
35. 1 2  Cane, Clay. . Black Entertainment Television. 2010-06-12  [2010-08-15]. （原始内容存档于2012-07-16）.
36. ↑  Nickson 1998，第50–51頁
37. 1 2 3  Nickson 1998，第52頁
38. ↑  Nickson 1998，第53頁
39. ↑  Nickson 1998，第58頁
40. ↑  Nickson 1998，第59頁
41. ↑  . Sony Music Entertainment Japan.   [2011-03-19]. （原始内容存档于2012-09-12）.
42. ↑  Shapiro 2001，第68頁
43. ↑  Goodman, Fred. . 1991-04-14  [2011-08-14]. （原始内容存档于2012-02-14）.
44. ↑  Shapiro 2001，第69頁
45. 1 2  Nickson 1998，第71頁
46. ↑  Shapiro 2001，第70頁
47. ↑  Nickson 1998，第72頁
48. 1 2  Nickson 1998，第79頁
49. ↑  Nickson 1998，第80頁
50. 1 2  . Recording Industry Association of America.   [2011-01-14]. （原始内容存档于2013-08-26）.
51. 1 2 3  Williams, Chris. . Soul Culture. 2011-07-03  [2011-07-14]. （原始内容存档于2011-07-10）.
52. 1 2  Shapiro 2001，第72–73頁
53. ↑  Shapiro 2001，第77頁
54. ↑  Shapiro 2001，第78頁
55. ↑  Wynn, Ron. . AllMusic.   [2010-08-17]. （原始内容存档于2023-01-15）.
56. 1 2  Nickson 1998，第102頁
57. ↑  . musicline.de PhonoNet.   [2010-01-21]. （原始内容存档于2012-02-25）.
58. ↑  . Ö3 Austria Top 40. Hung Medien.   [2011-08-19]. （原始内容存档于2011-08-13）.
59. ↑  Nickson 1998，第112頁
60. 1 2  Shapiro 2001，第81頁
61. ↑  Shapiro 2001，第82頁
62. 1 2  Shapiro 2001，第86–87頁
63. ↑  Nickson 1998，第132頁
64. ↑  Nickson 1998，第133頁
65. 1 2 3 4 5 6 7 8  Frere-Jones, Sasha. . The New Yorker. 2006-04-06  [2011-11-10]. （原始内容存档于2012-02-25）.
66. 1 2 3  Thompson, Tom. . The Daily Telegraph. 2008-04-19  [2011-05-10]. （原始内容存档于2013-08-25）.
67. 1 2  Hancox, Dan. . The National. 2010-11-26  [2010-12-10]. （原始内容存档于2012-10-07）.
68. ↑  Greene, Andy. . Rolling Stone.   [2017-02-20]. （原始内容存档于2011-04-15）.
69. ↑  . Legacy Recordings. PR Newswire.   [2010-11-10]. （原始内容存档于2009-12-20）.
70. ↑  McClure, Steve. . Billboard. 1995-08-05  [2010-08-15].
71. ↑  . Recording Industry Association of Japan.   [2011-08-19]. （原始内容存档于2012-03-19）.
72. ↑  . Recording Industry Association of Japan.   [2011-08-19]. （原始内容存档于2011-06-23）.
73. ↑  Nickson 1998，第136–137頁
74. ↑  Shapiro 2001，第89頁
75. ↑  Nickson 1998，第145頁
76. ↑  Trust, Gary. . Billboard. 2010-06-02  [2011-08-19]. （原始内容存档于2013-05-29）.
77. ↑  McClure, Steve. . Billboard. 1996-01-27  [2010-10-20]. （原始内容存档于2016-01-01）.
78. ↑  Sanneh, Kalefa. . The New York Times. 2005-08-10  [2011-08-14]. （原始内容存档于2013-05-10）.
79. ↑  McClure, Steve. . Billboard. 1996-12-28  [2011-08-19]. （原始内容存档于2013-06-23）.
80. ↑  Shapiro 2001，第95頁
81. 1 2 3  Shapiro 2001，第96頁
82. ↑  Nickson 1998，第164頁
83. 1 2  Nickson 1998，第157頁
84. ↑  Nickson 1998，第158–159頁
85. ↑  Demone, Larry. . The Buffalo News. 1997-03-07  [2011-08-05]. （原始内容存档于2021-02-24）.
86. ↑  Juzwiak, Rich. . Slant Magazine. 2005-04-15  [2010-12-20]. （原始内容存档于2011-02-03）.
87. ↑  Shapiro 2001，第104頁
88. 1 2  Shapiro 2001，第101頁
89. ↑  Hoskyns, Barney. . Rolling Stone. 1997-12-12  [2011-08-19]. （原始内容存档于2013-08-29）.
90. ↑  Erlewine, Stephen Thomas. . AllMusic. 2008-04-12  [2011-08-09]. （原始内容存档于2013-08-28）.
91. 1 2  Shapiro 2001，第102頁
92. 1 2 3  Haring, Bruce. . USA Today. 1998-04-16  [2011-08-19]. （原始内容存档于2012-07-25）.
93. ↑  Rodman, Sarah. . Boston Herald. 2001-09-11  [2011-02-05]. （原始内容存档于2012-07-25）.
94. 1 2
95. ↑  Shapiro 2001，第115頁
96. 1 2  Shapiro 2001，第116頁
97. 1 2  McClure, Steve. . Billboard. 1999-01-23  [2010-10-03]. （原始内容存档于2018-02-01）.
98. ↑  Shapiro 2001，第121頁
99. 1 2  Shapiro 2001，第75頁
100. 1 2  Shapiro 2001，第123頁
101. 1 2 3  Shapiro 2001，第133頁
102. ↑  Shapiro 2001，第134頁
103. ↑  Shapiro 2001，第135頁
104. ↑  Graeme, Virtue. . Sunday Herald. 1999-11-07  [2011-08-19]. （原始内容存档于2012-07-25）.
105. ↑  Friedman, Roger. . Fox News Channel. 2008-04-03  [2011-08-06]. （原始内容存档于2013-05-19）.
106. ↑  . Société des bains de mer de Monaco.   [2010-08-18]. （原始内容存档于2003-06-21）.
107. 1 2 3  . BBC News. 2002-01-31  [2011-02-03]. （原始内容存档于2014-05-13）.
108. ↑  Erlewine, Stephen Thomas. . AllMusic.   [2011-02-21]. （原始内容存档于2011-02-11）.
109. ↑  Friedman, Roger. . Fox News Channel. 2001-07-26  [2011-08-19]. （原始内容存档于2012-10-21）.
110. 1 2  Davies, Hugh. . The Daily Telegraph. 2001-07-28  [2011-08-19]. （原始内容存档于2009-06-01）.
111. 1 2  Gardner, Elysa. . USA Today. 2002-11-28  [2011-08-19]. （原始内容存档于2011-10-16）.
112. 1 2 3  Pareles, Jon. . The New York Times. 2002-01-22  [2011-02-05]. （原始内容存档于2011-01-28）.
113. 1 2 3  Vineyard, Jennifer. . MTV News. 2005-10-13  [2011-03-29]. （原始内容存档于2012-06-23）.
114. 1 2  Vineyard, Jennifer. . MTV News. 2005-10-13  [2011-03-29]. （原始内容存档于2012-06-23）.
115. ↑  Gardner, Elysa. . USA Today. 2001-09-09  [2011-06-16]. （原始内容存档于2012-07-24）.
116. ↑  Hutchinson, Bill. . Daily News. 2001-09-11  [2011-02-05]. （原始内容存档于2015-11-22）.
117. ↑  Reynolds, Simon. . Digital Spy. 2010-01-26  [2011-04-13]. （原始内容存档于2010-02-01）.
118. ↑  Patterson, Sylvia. . The Daily Telegraph. 2000-03-17  [2011-08-19]. （原始内容存档于2010-05-27）.
119. ↑  Johnson, Kevin C. . St. Louis Post-Dispatch. 2001-09-16  [2011-08-19]. （原始内容存档于2021-02-25）.
120. ↑  Zwecker, Bill. . Chicago Sun-Times. 2002-01-22  [2011-06-16]. （原始内容存档于2021-02-24）.
121. ↑  Adams, Josh. . BBC News. 2006-02-06  [2011-08-19]. （原始内容存档于2008-05-11）.
122. ↑  Holson, Lisa. . The New York Times. 2002-02-21  [2011-08-19]. （原始内容存档于2012-11-08）.
123. ↑  Dotson, Rader. . Parade. 2005-05-05  [2011-08-19]. （原始内容存档于2010-12-24）.
124. ↑  Friedman, Roger. . Fox News Channel. 2002-01-14  [2011-08-19]. （原始内容存档于2012-03-14）.
125. ↑  Willis, George. . New York Post. 2002-02-05  [2011-08-19]. （原始内容存档于2012-07-24）.
126. ↑  Anderman, Joan. . Boston Globe. 2003-09-10  [2011-08-19]. （原始内容存档于2012-07-24）.
127. ↑  Erlewine, Stephen Thomas. . AllMusic. 2002-12-03  [2011-06-13]. （原始内容存档于2013-05-19）.
128. 1 2  Patel, Joseph. . MTV.   [2015-11-22]. （原始内容存档于2015-11-27）.
129. ↑  Patel, Joseph. . MTV.   [2015-11-22]. （原始内容存档于2015-11-27）.
130. ↑  . San Jose Mercury News. 2004-01-16  [2011-06-15]. （原始内容存档于2015-08-18）.
131. ↑  . BBC News. 2003-05-31  [2011-02-03]. （原始内容存档于2012-08-02）.
132. ↑  Asilo, Rito P. . Philippine Daily Inquirer. 2003-11-23  [2011-06-13]. （原始内容存档于2013-09-07）.
133. 1 2 3  Ehrlich, Dimitri. . Vibe. 2005-05-05  [2011-02-05]. （原始内容存档于2016-01-01）.
134. ↑  Sullivan, Caroline. . The Guardian. 2005-04-01  [2011-08-19]. （原始内容存档于2013-12-19）.
135. ↑  Gardner, Elysa. . USA Today. 2005-04-13  [2011-08-19]. （原始内容存档于2011-05-24）.
136. ↑  . Business Wire. Berkshire Hathaway. 2006-04-16  [2011-08-19]. （原始内容存档于2012-06-11）.
137. ↑  Erlewine, Stephen Thomas. . AllMusic. 2005-04-12  [2011-08-19]. （原始内容存档于2013-08-28）.
138. 1 2  Cinquemani, Sal. . Slant Magazine. 2005-04-05  [2011-08-19]. （原始内容存档于2011-10-27）.
139. 1 2 3  Pietroluongo, Silvio. . Billboard. 2005-09-24  [2011-09-27]. （原始内容存档于2016-01-01）.
140. 1 2  . Billboard.   [2011-08-19]. （原始内容存档于2011-06-30）.
141. ↑  . Billboard. 2010-09-24  [2011-09-27]. （原始内容存档于2011-09-25）.
142. ↑  Trust, Gary. . Billboard. 2010-06-25  [2011-08-18]. （原始内容存档于2013-06-16）.
143. ↑  . Billboard. 2005-11-05  [2011-07-27]. （原始内容存档于2010-01-22）.
144. 1 2  Gundersen, Edna. . USA Today. 2005-12-08  [2011-08-19]. （原始内容存档于2012-01-14）.
145. ↑  Susman, Gary. . Entertainment Weekly. 2005-12-29  [2011-08-19]. （原始内容存档于2015-09-18）.
146. ↑   (PDF). Bundesverband Musikindustrie.   [2017-02-24]. （原始内容 (PDF)存档于2016-03-03）.
147. ↑  . BBC News. 2006-03-31  [2011-08-19]. （原始内容存档于2013-10-01）.
148. ↑  . CBC News. 2006-03-31  [2011-08-19]. （原始内容存档于2008-06-17）.
149. ↑  Rayner, Ben. . Toronto Star. 2005-12-09  [2011-05-12]. （原始内容存档于2012-07-25）.
150. ↑  Popkin, Helen. . MSNBC. 2006-06-06  [2011-08-19]. （原始内容存档于2011-08-04）.
151. ↑  Vineyard, Jennifer. . MTV News. 2006-05-22  [2011-08-18]. （原始内容存档于2012-06-23）.
152. ↑  Vineyard, Jennifer. . MTV News. 2006-08-30  [2011-08-18]. （原始内容存档于2012-06-23）.
153. ↑  Rafer, Guzman. . Newsday. 2006-09-10  [2011-08-18]. （原始内容存档于2012-07-25）.
154. ↑  . Mariahcarey.com. 2006-07-27  [2011-08-18]. （原始内容存档于2011-10-03）.
155. ↑  Starr, Michael. . New York Post. 2008-04-19  [2011-05-10]. （原始内容存档于2012-01-11）.
156. ↑  Macpherson, Alex. . The Guardian. 2008-04-16  [2011-08-05]. （原始内容存档于2013-12-19）.
157. ↑  Richard, David. . Los Angeles Times. 2008-04-08  [2011-08-09]. （原始内容存档于2011-05-22）.
158. ↑  Guthrie, Marisa. . Daily News. 2008-04-04  [2011-08-06]. （原始内容存档于2012-10-03）.
159. ↑  . BBC News. 2008-04-04  [2011-08-06]. （原始内容存档于2012-04-05）.
160. ↑  Trust, Gary. . Billboard. 2008-04-14  [2011-08-09]. （原始内容存档于2013-07-04）.
161. ↑  Farber, Stephen. . Reuters. 2008-05-01  [2014-12-02]. （原始内容存档于2015-02-08）.
162. ↑  Demone, Larry. . The Buffalo News. 2008-03-04  [2011-08-05]. （原始内容存档于2021-02-27）.
163. ↑  Vineyard, Jennier. . MTV News. 2008-04-09  [2011-05-10]. （原始内容存档于2012-11-07）.
164. ↑  Wales, Jason. . Daily News and Analysis. 2008-12-28  [2011-08-09]. （原始内容存档于2012-02-08）.
165. ↑  Herrera, Monica. . Billboard. 2008-11-28  [2011-08-09]. （原始内容存档于2013-07-03）.
166. ↑  Derschowitz, Jessica. . CBS News. 2008-11-24  [2011-08-09]. （原始内容存档于2015-02-08）.
167. ↑  Pareles, Jon. . The New York Times. 2009-01-22  [2011-08-19]. （原始内容存档于2013-01-19）.
168. ↑  Dubozinskis, Alex. . Reuters. 2009-07-06  [2011-08-19]. （原始内容存档于2012-02-01）.
169. ↑  O'Niel, Tom. . Los Angeles Times. 2009-10-19  [2011-08-19]. （原始内容存档于2012-02-25）.
170. ↑  Anderson, John. . Variety. 2009-01-18  [2011-08-19]. （原始内容存档于2012-07-29）.
171. ↑  . Daily News. 2010-01-17  [2011-08-19]. （原始内容存档于2010-01-21）.
172. ↑  Erlewine, Stephen Thomas. . AllMusic. 2009-09-29  [2011-08-19]. （原始内容存档于2013-08-28）.
173. ↑  . The New York Times. 2009-09-29  [2011-08-19]. （原始内容存档于2017-04-29）.
174. ↑  . Billboard. 2009-09-29  [2011-08-19]. （原始内容存档于2013-05-08）.
175. 1 2  Ben-Yehuda, Ayala. . Billboard. 2009-07-16  [2009-08-16]. （原始内容存档于2014-06-06）.
176. ↑  . Rap-Up.   [2011-08-19]. （原始内容存档于2010-08-28）.
177. ↑  Martin, Devin. . The Independent. 2010-01-30. （原始内容存档于2010-02-04）.
178. ↑  . Digital Spy. 2009-09-21  [2011-08-19]. （原始内容存档于2012-01-18）.
179. ↑  Vozick-Levinson, Simon. . Entertainment Weekly. 2010-03-23  [2011-08-19]. （原始内容存档于2015-07-26）.
180. ↑  . MTV News. 2010-03-22  [2011-08-19]. （原始内容存档于2014-10-10）.
181. ↑  . Rap-Up.   [2011-08-19]. （原始内容存档于2013-05-24）.
182. ↑  . Rap-Up. 2010-08-19  [2011-08-19]. （原始内容存档于2011-07-28）.
183. ↑  Bakker, Tiffany. . Herald Sun. 2010-09-10  [2011-08-19]. （原始内容存档于2014-09-05）.
184. ↑  Caulfield, Keith. . Billboard. 2010-11-10  [2011-08-19]. （原始内容存档于2013-07-04）.
185. ↑  Ramirez, Rauly. . Billboard. 2010-12-10  [2011-08-19]. （原始内容存档于2013-07-23）.
186. ↑  Green, Anna. . Daily News. 2010-05-29  [2011-08-19]. （原始内容存档于2012-01-12）.
187. ↑  Corner, Lewis. . Digital Spy. 2001-08-02  [2011-08-19]. （原始内容存档于2012-01-18）.
188. ↑  Vena, Jocelyn. . MTV. 2011-10-05  [2011-11-10]. （原始内容存档于2011-11-07）.
189. ↑  . Rap-Up. 2011-10-10  [2011-08-19]. （原始内容存档于2011-10-07）.
190. ↑  . Rap-Up. 2011-10-31  [2011-11-11]. （原始内容存档于2011-11-02）.
191. ↑  . Rap-Up.   [2011-11-11]. （原始内容存档于2011-11-12）.
192. ↑  Brooks Adickman, Erika. . Idolator. 2012-03-02  [2012-03-05]. （原始内容存档于2012-03-04）.
193. ↑  Ramirez, Erika; Hampp, Andrew. . Billboard. 2012-03-02  [2012-03-05]. （原始内容存档于2012-03-04）.
194. ↑  Rowley, Alison. . Digital Spy. 2012-06-17  [2012-08-14]. （原始内容存档于2013-05-09）.
195. ↑  . Mariah Carey.   [2012-08-14]. （原始内容存档于2012-08-20）.
196. ↑  . Rap-Up. 2012-07-21  [2012-08-14]. （原始内容存档于2012-08-24）.
197. ↑  . therichest.com. 2012-07-25  [2017-02-24]. （原始内容存档于2017-05-14）.
198. ↑  Hibberd, James. . Entertainment Weekly. 2012-07-23  [2012-07-23]. （原始内容存档于2015-05-03）.
199. ↑  Blumm, K.C. . People. 2013-11-13  [2017-01-07]. （原始内容存档于2017-01-07）.
200. ↑  Hibberd, James. . Entertainment Weekly. 2013-11-13  [2017-01-07]. （原始内容存档于2017-01-07）.
201. ↑  Buchanan, Kyle. . Vulture. 2012-07-26  [2012-08-14]. （原始内容存档于2012-08-28）.
202. ↑  Brooks, Brian. . Yahoo!. 2012-07-26  [2013-06-01]. （原始内容存档于2013-10-17）.
203. ↑  Francis, Nathan. . Inquisitr.   [2013-11-09]. （原始内容存档于2013-11-09）.
204. ↑  . EURweb. 2013-08-02  [2013-08-31]. （原始内容存档于2013-08-04）.
205. ↑  . Billboard.   [2013-02-14]. （原始内容存档于2013-02-09）.
206. ↑  Vena, Jocelyn. . MTV. 2013-02-19  [2013-06-01]. （原始内容存档于2013-06-05）.
207. ↑  Ramirez, Erika. . Billboard. 2012-08-02  [2012-08-14]. （原始内容存档于2013-02-13）.
208. ↑  . Rap-Up. 2013-05-09  [2013-06-01]. （原始内容存档于2013-07-04）. 参数|magazine=与模板{{cite journal}}不匹配（建议改用{{cite magazine}}或|journal=） (帮助)
209. ↑  . Rap-Up. 2013-05-16  [2013-06-01]. （原始内容存档于2013-10-08）. 参数|magazine=与模板{{cite journal}}不匹配（建议改用{{cite magazine}}或|journal=） (帮助)
210. ↑  . Yahoo!. 2013-10-15  [2013-10-30]. （原始内容存档于2013-10-30）.
211. ↑  Hampp, Andrew. . Billboard. 2014-05-01  [2014-09-10]. （原始内容存档于2014-08-24）.
212. ↑  . Metacritic. CBS Interactive.   [2014-06-04]. （原始内容存档于2014-05-30）.
213. ↑  Caulfield, Keith. . Billboard. 2014-06-04  [2014-06-05]. （原始内容存档于2014-06-06）.
214. ↑  HipHopDX. . HipHopDX. 2014-06-11  [2016-03-11]. （原始内容存档于2014-06-13）.
215. ↑  HipHopDX. . HipHopDX. 2014-06-18  [2016-03-11]. （原始内容存档于2014-12-31）.
216. ↑  Hampp, Andrew. . Billboard. 2014-08-06  [2014-08-06]. （原始内容存档于2014-08-08）.
217. ↑  . MariahCarey.   [2016-09-15]. （原始内容存档于2016-09-27）.
218. ↑  . Billboard. 2015-01-28  [2017-02-24]. （原始内容存档于2015-01-28）.
219. ↑  Goodman, Jessica. . Entertainment Weekly. 2015-10-09  [2017-01-02]. （原始内容存档于2016-12-22）.
220. ↑  Falcone, Dana Rose. . Entertainment Weekly. 2015-12-09  [2017-01-02]. （原始内容存档于2016-12-22）.
221. ↑  . Billboard. 2015-01-15  [2015-04-23]. （原始内容存档于2015-04-08）.
222. ↑  . Rap-Up. 2015-01-30  [2015-01-30]. （原始内容存档于2015-01-31）.
223. ↑  . 2015-01-30  [2015-01-30]. （原始内容存档于2015-02-02）.
224. ↑  . United States: Fox News Channel. Fox Entertainment Group (21st Century Fox). 2015-01-25  [2015-02-01]. （原始内容存档于2015-01-16）.
225. ↑  Hampp, Andrew. . Billboard. 2015-04-13  [2015-04-23]. （原始内容存档于2015-04-17）.
226. ↑  Rosa, Christopher. . VH1. 2015-12-19  [2015-12-20]. （原始内容存档于2015-12-22）.
227. ↑  Polanco, Luis. . Billboard. 2015-12-14  [2017-01-07]. （原始内容存档于2017-01-28）.
228. ↑  Marks, Olivia. . Refinery29. 2016-03-24  [2017-01-07]. （原始内容存档于2017-01-08）.
229. ↑  Koblin, John. . The New York Times. 2016-03-15  [2017-01-07]. （原始内容存档于2017-08-01）.
230. ↑  Hill, Libby. . Los Angeles Times. 2016-08-03  [2016-09-15]. （原始内容存档于2016-09-17）.
231. ↑  Bentley, Jean. . E! Online. 2016-10-06  [2016-10-06]. （原始内容存档于2016-10-06）.
232. 1 2  Washington, Jasmine. . VH1. 2016-11-03  [2016-12-25]. （原始内容存档于2016-12-06）.
233. ↑  Healy, Patrick. . The New York Times. 2017-01-01  [2017-01-01]. （原始内容存档于2017-01-01）.
234. ↑  Gamboa, Glenn. . Newsday. 2017-01-01  [2017-01-02]. （原始内容存档于2017-01-01）.
235. ↑  Angermiller, Michele Amabile. . Billboard. 2017-01-01  [2017-01-01]. （原始内容存档于2017-01-02）.
236. ↑  Platton, Adelle. . Billboard. 2017-01-31. （原始内容存档于2017-02-05）.
237. ↑  Galuppo, Mia. . The Hollywood Reporter. 2015-11-09  [2015-11-10]. （原始内容存档于2020-11-08）.
238. ↑  McIntyre, Hugh. . Forbes. 2017-04-10  [2017-08-13]. （原始内容存档于2018-02-15）.
239. ↑  Coggan, Devan. . Entertainment Weekly. 2017-07-12  [2017-08-13]. （原始内容存档于2017-07-13）.
240. ↑  Brooks, Dave. . Billboard. 2017-03-09  [2017-08-13]. （原始内容存档于2017-03-10）.
241. ↑  Lamarre, Carl. . Billboard.   [2017-10-23]. （原始内容存档于2017-08-29）.
242. ↑  Shcherbakova, Liza. . Billboard. 2017-07-26  [2017-08-12]. （原始内容存档于2017-07-30）.
243. ↑  Spanos, Brittany. . Rolling Stone. 2017-03-21  [2017-08-12]. （原始内容存档于2017-11-29）.
244. ↑  Holub, Christian. . Entertainment Weekly.   [2017-10-23]. （原始内容存档于2017-10-23）.
245. ↑  Giannotta, Meghan. . AM New York.   [2017-10-23]. （原始内容存档于2017-10-04）.
246. ↑  Deb, Sopan. . The New York Times. 2018-01-01  [2018-09-17]. （原始内容存档于2021-02-26）.
247. ↑  . ThatGrapeJuice. 2018-05-10  [2018-09-17]. （原始内容存档于2021-02-24）.
248. ↑  Carr, Mary Kate. . Entertainment Weekly. 2018-04-30  [2018-09-17]. （原始内容存档于2021-03-06）.
249. ↑  Sheckells, Melinda. . Billboard.   [2018-09-17]. （原始内容存档于2021-03-08）.
250. ↑  . Billboard. 2018-12-27  [2018-12-28]. （原始内容存档于2021-02-05）.
251. ↑  . Asia Live 365. 2018-04-20  [2018-09-17]. （原始内容存档于2020-07-10）.
252. ↑  Ellwood-Hughes, Pip. . Entertainment Focus. 2018-06-04  [2018-09-17]. （原始内容存档于2020-07-10）.
253. ↑  . Billboard. 2018-10-24  [2019-01-01]. （原始内容存档于2021-03-06）.
254. ↑  Darmon, Aynslee. . Entertainment Tonight Canada. 2018-12-21  [2019-01-01]. （原始内容存档于2020-09-20）.
255. ↑  Gillespie, Katherine. . Paper. 2018-09-12  [2018-09-17]. （原始内容存档于2021-03-07）.
256. ↑  . Epic Records (新闻稿). 2018-09-13  [2018-09-17]. （原始内容存档于2021-03-08）.
257. ↑  Yoo, Noah; Monroe, Jazz. . Pitchfork. 2018-09-13  [2018-09-17]. （原始内容存档于2021-03-08）.
258. ↑  Aniftos, Rania. . Billboard. 2018-06-05  [2018-09-17]. （原始内容存档于2018-09-21）.
259. ↑  . Billboard. 2018-10-09  [2018-10-16]. （原始内容存档于2019-06-11）.
260. ↑  . Billboard.   [2019-01-01]. （原始内容存档于2021-03-09）.
261. ↑  . Bilboard.   [2019-01-02]. （原始内容存档于2021-03-08）.
262. ↑  Pedrosa, Marina. . Billboard. 2018-10-15  [2018-10-15]. （原始内容存档于2020-11-26）.
263. ↑  Blistein, Jon. . Rolling Stone. 2018-10-18  [2019-01-01]. （原始内容存档于2020-11-27）.
264. ↑  Blistein, Jon. . Rolling Stone. 2018-11-01  [2019-01-01]. （原始内容存档于2021-01-17）.
265. ↑  . Metacritic.   [2019-01-01]. （原始内容存档于2018-11-17）.
266. ↑  Johnston, Maura. . Pitchfork. 2018-11-22  [2019-01-01]. （原始内容存档于2018-12-10）.
267. ↑  Greenblatt, Leah. . Entertainment Weekly. 2018-11-16  [2019-01-01]. （原始内容存档于2019-06-08）.
268. ↑  . Metacritic.   [2019-01-01]. （原始内容存档于2019-01-18）.
269. ↑  Kelly, Tetris. . Billboard. March 2019  [March 20, 2019]. （原始内容存档于2019-07-15）.
270. ↑  Cragg, Michael. . The Guardian. May 26, 2019  [June 7, 2019]. （原始内容存档于2021-08-03）.
271. ↑  Solomon, Kate. . The Daily Telegraph. May 26, 2019  [June 7, 2019]. （原始内容存档于2021-08-03）.
272. ↑  . Netflix. May 16, 2019  [May 16, 2019]. （原始内容存档于2022-01-14）.
273. 1 2  Elliott, Sam. . mirror. August 26, 2019  [2021-08-03]. （原始内容存档于2021-09-29）.
274. ↑  . Billboard. September 17, 2019  [2021-08-03]. （原始内容存档于2021-10-28）.
275. ↑  . Billboard. November 1, 2019  [2021-08-03]. （原始内容存档于2021-10-27）.
276. ↑  .   [2021-08-03]. （原始内容存档于2021-11-29）.
277. ↑  . www.amazon.com.   [2021-08-03]. （原始内容存档于2021-09-28）.
278. ↑  Shaffer, Claire. . Rolling Stone. December 4, 2019  [March 9, 2020]. （原始内容存档于2021-11-05）.
279. ↑  Joey Nolfi. . EW.com.   [2020-08-20]. （原始内容存档于2020-01-16） （英语）.
280. ↑  Sodomsky, Sam. . Pitchfork.   [2020-08-20]. （原始内容存档于2020-12-31） （美国英语）.
281. ↑  Jem Aswad. . Variety. 2020-04-01  [2020-08-20]. （原始内容存档于2021-03-08） （英语）.
282. ↑  Rania Aniftos. . Billboard. 2020-07-23  [2020-08-20]. （原始内容存档于2020-10-31）.
283. ↑  Chloe Melas. . CNN.   [2020-08-20]. （原始内容存档于2020-11-10）.
284. 1 2  Hopkins, Eugene. . Sun Journal. 1994-12-04  [2011-08-19]. （原始内容存档于2013-09-07）.
285. ↑  Vineyard, Jennifer. . MTV News. 1999-04-13  [2011-08-19]. （原始内容存档于2011-01-31）.
286. 1 2  . Billboard. 2009-09-14  [2012-08-14]. （原始内容存档于2013-03-30）.
287. ↑  . Contactmusic.com. 2005-04-12  [2011-08-19]. （原始内容存档于2012-08-22）.
288. ↑  Dinh, James. . MTV News. 2010-12-12  [2011-08-19]. （原始内容存档于2012-06-23）.
289. ↑  Ryan, Joyal. . E! Online. 2006-08-29  [2011-08-18]. （原始内容存档于2012-01-14）.
290. ↑  Kennedy, Gerrick. . Los Angeles Times. 2010-02-26  [2011-08-19]. （原始内容存档于2012-06-18）.
291. ↑  . AT&T. 2010-02-26  [2011-08-19]. （原始内容存档于2011-06-07）.
292. ↑  . Business Wire. 2005-04-14  [2011-08-19]. （原始内容存档于2011-07-23）.
293. ↑  Pennington, Gail. . St. Louis Post-Dispatch. 2008-04-12  [2011-08-19]. （原始内容存档于2006-03-10）.
294. ↑  Schumacher-Rasmussen, Eric. . MTV News. 2001-09-22  [2011-04-13]. （原始内容存档于2012-06-23）.
295. ↑  Bianculli, David. . Daily News. 2001-12-20  [2011-05-10]. （原始内容存档于2012-01-12）.
296. ↑  Rodman, Sarah. . Boston Herald. 2005-09-10  [2011-08-19]. （原始内容存档于2012-07-25）.
297. ↑  Kappes, Serena. . People. 2008-05-03  [2011-08-07]. （原始内容存档于2011-03-29）.
298. ↑  Michaels, Sean. . The Guardian (London). 2011-03-04  [2013-12-21]. （原始内容存档于2013-12-21）.
299. ↑  Paoletta, Michael. . Billboard: 27–29. 2006-07-15  [2011-08-19].
300. ↑  Serpe, Gina. . E! Online. 2006-08-29  [2011-08-10]. （原始内容存档于2012-01-15）.
301. ↑  Vineyard, Jennifer. . MTV News. 2006-04-06  [2011-06-13]. （原始内容存档于2012-06-23）.
302. ↑  Suddath, Claire. . Bloomberg News. 2015-04-22  [2015-04-29]. （原始内容存档于2015-04-29）.
303. ↑  Thompson, Tom. . The Daily Telegraph. 2008-04-19  [2011-05-10]. （原始内容存档于2012-10-07）.
304. ↑  . Forbes. 2007-01-07  [2011-07-10]. （原始内容存档于2011-06-28）.
305. ↑  Anderson, Kyle. . Entertainment Weekly. 2011-11-02  [2011-11-11]. （原始内容存档于2015-09-15）.
306. ↑  . Home Shopping Network. 2011-03-03  [2011-08-19]. （原始内容存档于2011-07-12）.
307. ↑  Danner, Sarah. . Daily Mail. 2008-03-30  [2011-08-06]. （原始内容存档于2013-08-25）.
308. ↑  Michaels, Sean. . The Guardian (London). 2013-12-20  [2013-12-21]. （原始内容存档于2013-12-21）.
309. 1 2  Norent, Lynn. . Ebony. 1991-03-12  [2011-08-19]. （原始内容存档于2016-01-01）.
310. ↑  Shapiro 2001，第124頁.
311. 1 2 3  Willis, Andrew. . Vibe. 1998-11-18  [2011-08-14]. （原始内容存档于2013-06-13）.
312. ↑  Friedman, Roger. . Fox News Channel. 2002-12-18  [2009-04-25]. （原始内容存档于2009-06-04）.
313. 1 2 3  Mulholland 2003，第57頁
314. 1 2  James 1998，第74頁
315. ↑  Farley, Christopher John. . Time.   [2011-08-19]. （原始内容存档于2007-10-24）.
316. ↑  . Daily News. 2005-04-15  [2011-08-19]. （原始内容存档于2012-01-12）.
317. ↑  Berger, Arion. . Entertainment Weekly. 1991-08-10  [2011-08-19]. （原始内容存档于2012-11-23）.
318. ↑  Walters, Barry. . The Village Voice. 2001-09-04  [2011-09-18]. （原始内容存档于2011-08-05）.
319. ↑  Sawey, Evan. . PopMatters. 2008-05-01  [2010-02-10]. （原始内容存档于2009-01-07）.
320. ↑  Hoard, Christian. . Rolling Stone. 2008-02-28  [2011-08-08]. （原始内容存档于2012-08-22）.
321. 1 2  Norris, John. . MTV. 2003-10-20  [2011-08-19]. （原始内容存档于2011-09-01）.
322. ↑  . Slant Magazine. 2006-04-25  [2011-08-19]. （原始内容存档于2006-08-20）.
323. ↑  Cinquemani, Sal. . Entertainment Weekly. 2005-11-11  [2011-08-19]. （原始内容存档于2011-01-01）.
324. ↑  Willis, Andrew. . Vibe. 1998-11-18  [2011-08-14]. （原始内容存档于2016-01-01）.
325. ↑  Sicha, Choire. . The Awl. 2009-07-08  [2013-06-11]. （原始内容存档于2013-06-03）.
326. ↑  Zwecker, Bill. . Chicago Sun-Times. 2002-01-22  [2011-06-16]. （原始内容存档于2021-02-24）.
327. ↑  . The Philadelphia Inquirer. 2008-03-20  [2011-08-19]. （原始内容存档于2009-03-06）.
328. ↑  Anderson, Joan. . Boston Globe. 2006-02-06  [2011-08-19]. （原始内容存档于2012-07-25）.
329. ↑  Harris, James. . Orlando Sentinel. 1990-08-28  [2011-08-10]. （原始内容存档于2012-07-25）.
330. ↑  Robins, Wayne. . Newsday. 1990-08-12  [2022-01-16]. （原始内容存档于2012-07-25）.
331. ↑  Oleman, Sarah. . The Sydney Morning Herald. 2003-04-01  [2011-08-10]. （原始内容存档于2011-08-16）.
332. 1 2  . Cove. 2008-05-24  [2017-02-20]. （原始内容存档于2012-07-18）.
333. ↑  Hoven, Chris. . The Sacramento Bee. 2000-10-13  [2012-08-12]. （原始内容存档于2011-08-30）.
334. ↑  . Times Union. 2000-10-13  [2012-08-12]. （原始内容存档于2013-10-13）.
335. ↑  Dean, Maury. . Algora Publishing. 2003: 34. ISBN 0-87586-207-1.
336. 1 2  Peckham 2005，第117頁
337. ↑  Appleman 1986，第434頁
338. 1 2 3  Pareles, Jon. . The New York Times. 1993-12-13  [2011-08-19]. （原始内容存档于2011-08-28）.
339. 1 2  Levell, Tim. . BBC News. 2002-12-02  [2011-08-19]. （原始内容存档于2012-08-02）.
340. 1 2  Gardner, Elysa. . USA Today. 2002-12-22  [2011-08-03]. （原始内容存档于2012-03-15）.
341. ↑  Givens, Ron. . Entertainment Weekly. 1990-08-03  [2014-08-01]. （原始内容存档于2014-09-05）.
342. ↑  Brown, G. . The Denver Post. 2003-08-23  [2011-10-31]. （原始内容存档于2012-07-24）.
343. 1 2  . Rolling Stone.   [2011-10-31]. （原始内容存档于2011-10-27）.
344. 1 2  Rosen, Jody. . Slate. 2008-04-13  [2011-10-31]. （原始内容存档于2011-08-21）.
345. 1 2  Katzif, Michael. . NPR Music.   [2011-11-10]. （原始内容存档于2011-11-17）.
346. ↑  . New York. 2006-05-07  [2011-10-31]. （原始内容存档于2011-11-26）.
347. ↑  Katherine L. Meizel, 2002, p. 83
348. ↑  Vera, Hernán. . El Nuevo Herald. 2014-11-11  [2015-01-29]. （原始内容存档于2015-02-18） （西班牙语）.
349. ↑  . 2012-01-13  [2012-01-13]. （原始内容存档于2012-01-15）.
350. ↑  . CD Universe.   [2011-03-04]. （原始内容存档于2021-03-04）.
351. ↑  Michaels, Sean. . The Guardian.   [2016-03-26]. （原始内容存档于2014-02-23）.
352. ↑  Vena, Jocelyn. . Billboard. 2014-12-21  [2015-01-04]. （原始内容存档于2014-12-25）.
353. ↑  Trudon, Taylor. . The Huffington Post. 2009-06-20  [2013-03-31]. （原始内容存档于2013-03-16）.
354. 1 2  Catlin, Roger. . Hartford Courant. 2000-08-31  [2011-07-21]. （原始内容存档于2012-07-25）.
355. 1 2  Tecson, Brandee. . MTV. 2005-10-31  [2011-11-10]. （原始内容存档于2011-09-25）.
356. ↑  Elliott, Natalie. . Prefix. 2012-02-08. （原始内容存档于2013-02-24）.
357. ↑  . Contactmusic.com. 2003-07-23  [2011-11-10].
358. ↑  . Billboard.   [2011-11-10]. （原始内容存档于2013-04-06）.
359. ↑  McDonough, Megan. . The Washington Post. 2013-08-11  [2016-01-19]. （原始内容存档于2016-03-13）.
360. ↑  Gallo, Phil. . Variety. 2008-07-30  [2011-11-10]. （原始内容存档于2012-05-19）.
361. ↑  Browne, David. . The New York Times. 2010-12-24  [2011-11-10]. （原始内容存档于2012-08-25）.
362. ↑  . Contactmusic.com. 2005-12-22  [2011-10-31]. （原始内容存档于2013-06-06）.
363. ↑  . Vibe.   [2014-05-28]. （原始内容存档于2014-06-07）.
364. ↑  . Rolling Stone.   [2016-01-21]. （原始内容存档于2016-01-31）.
365. ↑  . International Business Times.   [2016-01-21]. （原始内容存档于2016-01-28）.
366. 1 2  . The Japan Times. 2009-12-18  [2011-11-10]. （原始内容存档于2011-06-05）.
367. ↑  . The Filipino Scribe. 2014-10-25  [2016-01-21]. （原始内容存档于2016-01-27）.
368. ↑  . The Today Show.   [2016-01-21]. （原始内容存档于2016-01-27）.
369. ↑  . Interview Magazine.   [2016-03-15]. （原始内容存档于2016-03-18）.
370. ↑  Varga, George. . U-T San Diego (MLIM Holdings). 2012-03-20. （原始内容存档于2012-11-02）.
371. ↑  Linden, Amy. . Vibe. 1999-12-12  [2011-03-06]. （原始内容存档于2013-06-23）.
372. ↑  Dominguez, Pier. . Amber Books Publishing. 2003: 134. ISBN 0-9702224-5-9.
373. ↑  Browne, David. . The New York Times. 2010-08-10  [2011-11-10]. （原始内容存档于2012-08-25）.
374. ↑  Mayard, Judnick. . The Fader. 2009-01-04  [2011-11-10]. （原始内容存档于2011年9月11日）.
375. ↑  Sanneh, Kalefa. . The New York Times. 2005-08-04  [2010-11-05]. （原始内容存档于2013-05-10）.
376. ↑  Craven, Shona. . The Herald. 2010-12-10  [2010-12-10]. （原始内容存档于2012-07-18）.
377. ↑  Greene, Andy. . Rolling Stone.   [2017-02-24]. （原始内容存档于2012-04-29）.
378. ↑  Powers, Devon. . PopMatters. 2002-05-08  [2011-10-11]. （原始内容存档于2013-07-16）.
379. ↑  Vout, Elise. . MTV Australia. 2013-01-04  [2013-01-07]. （原始内容存档于2013-01-16）.
380. ↑  Shapiro 2001，第74頁
381. 1 2  Nickson 1998，第156頁
382. ↑  Dougherty, Steve; Miller, Sue; Edwards, Wayne. . People (Time Inc.). 1997-06-16  [2017-02-20]. （原始内容存档于2016-03-04）.
383. ↑  Silverman, Stephen M. . People. 1997-10-13  [2015-11-09]. （原始内容存档于2015-09-24）. Tommy Mottola ... married his third wife, Mexican soap opera actress Thalia Soldi, in an extravagant, all-star wedding Saturday night [Oct. 11, 1997] at New York's St. Patrick's Cathedral.
384. ↑  McKay, Hollie. . Fox News Channel. 2008-04-03  [2011-08-06]. （原始内容存档于2011-11-01）.
385. ↑  Vineyard, Jennier. . MTV News. 2008-04-09  [2011-05-10]. （原始内容存档于2011-01-22）.
386. ↑  Hammel, Sara. . People.com. 2014-05-26  [2016-09-15]. （原始内容存档于2016-08-24）.
387. ↑  Christianson, Emily. . Los Angeles Times. 2011-10-22  [2014-09-10]. （原始内容存档于2014-09-11）.
388. ↑  Ryder, Taryn. . The Insider With Yahoo. Yahoo Celebrity. 2014-08-21  [2015-11-09]. （原始内容存档于2015-09-10）.
389. ↑  Fisher, Kendall. . E! Online. 2016-11-01  [2016-11-01]. （原始内容存档于2016-11-02）.
390. ↑  . E! Online. 2016-01-21  [2016-01-21]. （原始内容存档于2016-01-22）.
391. ↑  Willis, Jackie. . CBS News. 2016-11-24  [2016-12-02]. （原始内容存档于2016-12-02）.
392. ↑  Mariah Carey Revisited: The Unauthorized Biography by Chris Nickson
393. ↑  . Christianity Today. 2006-08-05  [2006-08-24]. （原始内容存档于2008-03-21）. 参数|magazine=与模板{{cite journal}}不匹配（建议改用{{cite magazine}}或|journal=） (帮助)
394. ↑  . Mariahcarey.com.   [2010-09-29]. （原始内容存档于2010-09-16）.
395. ↑  Idato, Michael. . The Sydney Morning Herald. 2014-05-04  [2014-05-13]. （原始内容存档于2014-05-07）.
396. ↑  Library, CNN. . CNN. 2014-04-25  [2014-05-13]. （原始内容存档于2014-05-14）.
397. ↑  Mariah Carey Sales:
  - . Reuters. 2010-10-28  [2011-07-10]. （原始内容存档于2012-01-19）.
  - Teeman, Tim. . The Australian. 2010-12-21  [2011-07-10].
  - Levine, Nick. . Digital Spy. 2009-11-12  [2011-05-01]. （原始内容存档于2011-04-24）.
398. 1 2  . Billboard.   [2011-11-10]. （原始内容存档于2013-05-29）.
399. 1 2 3  . Billboard.   [2011-11-10]. （原始内容存档于2024-09-26）.
400. ↑  Ankeny, Jason. . Yahoo Music.   [2011-11-10]. （原始内容存档于2012-07-15）.
401. ↑  Shapiro 2001，第145頁.
402. ↑  . World Music Awards. 2000-10-15  [2010-10-30]. （原始内容存档于2003-06-21）.
403. ↑  . NME.   [2010-08-19]. （原始内容存档于2010-12-05）.
404. ↑  . Recording Industry Association of America.   [2010-08-18]. （原始内容存档于2007-07-01）.
405. ↑  . MariahCarey.com.   [2010-05-29]. （原始内容存档于2010-06-03）.
406. ↑  . Billboard. 1996-01-26  [2011-11-10]. （原始内容存档于2013-06-22）.
407. ↑  . Billboard.   [2015-11-22]. （原始内容存档于2015-11-22）.
408. ↑  . Billboard.   [2011-11-10]. （原始内容存档于2019-07-07）.
409. ↑  Hiscock, John. . The Daily Telegraph. 2009-12-10  [2011-11-10]. （原始内容存档于2011-01-29）.
410. ↑  . Billboard.   [2010-10-10]. （原始内容存档于2010-12-03）.
411. ↑  . Billboard.   [2016-09-15]. （原始内容存档于2016-09-15）.
412. ↑  Frere-Jones, Sasha. . The New Yorker. 2006-04-03  [2010-12-10]. （原始内容存档于2012-02-25）.
413. ↑  . The Independent. 2007-12-11  [2010-12-10]. （原始内容存档于2011-12-22）.
414. ↑  . TheStreet. PR Newswire. 2009-12-17  [2010-06-29]. （原始内容存档于2012-01-12）.
415. ↑  . Billboard. 1999-01-23  [2011-11-11].
416. ↑  Lichtman, Irv. . Billboard. 1994-11-26  [2011-11-11].
417. ↑  . Billboard. 2010-08-15  [2010-08-29]. （原始内容存档于2010-08-01）.
418. ↑  . Mariahcarey.com.   [2011-11-11]. （原始内容存档于2011-11-07）.
419. ↑  . Billboard. 2010-11-10  [2011-11-11]. （原始内容存档于2013-02-20）.
420. ↑  . VH1.   [2017-02-24]. （原始内容存档于2013-04-02）.
421. ↑  Leopold, Todd. . CNN. 2015-08-06  [2015-08-07]. （原始内容存档于2015-08-09）.
422. ↑  Kirsty Hatcher. . PEOPLE. 2023-04-13  [2023-12-20]. （原始内容存档于2023-12-20）.
423. ↑  Brian Farrell. . DC NEWS. 2023-12-15  [2023-12-20]. （原始内容存档于2023-12-20）.